# Parco nazionale di Yellowstone
Il parco nazionale di Yellowstone (in inglese Yellowstone National Park) è una zona protetta situata negli Stati Uniti d'America, nominata patrimonio mondiale dall'UNESCO e a cavallo di tre Stati, ovvero la sezione nord-occidentale del Wyoming (per la maggior parte), il nord-est dell'Idaho (al confine con la foresta nazionale di Caribou-Targhee) e il sud del Montana (nei pressi della foresta nazionale di Gallatin). Fondato il 1º marzo 1872 dal presidente Ulysses S. Grant, Yellowstone è il parco nazionale più antico del mondo e uno dei 63 oggi presenti negli Stati Uniti d'America e si estende su 8983,18 km², ovvero un'area maggiore di quella dell'intera Corsica e leggermente inferiore a Cipro. Nel parco vi sono pochi insediamenti stabili e infrastrutture stradali, non sono presenti ferrovie e allevamenti di bestiame, sebbene meta di un turismo di massa regolato, nella stagione invernale a causa della neve rimane chiuso o poco frequentato. 
Il parco è noto per la sua variegata fauna selvatica e per le sue numerose caratteristiche geotermiche, in particolare i geyser di Old Faithful, tra i più celebri e pittoreschi del luogo. Tra i molteplici ecosistemi che include, quello della foresta subalpina è il più ampio; il parco, a sua volta, rientra in termini di classificazione nella vasta ecoregione terrestre delle foreste delle Montagne Rocciose centro-meridionali.
Malgrado i nativi americani abbiano vissuto nella regione di Yellowstone per almeno 11 000 anni, a parte le sparute visite avvenute da parte degli europei prima della metà del XIX secolo, la stagione delle esplorazioni iniziò solo alla fine degli anni 1860. La gestione e il controllo del parco rimasero in principio sotto la giurisdizione del Dipartimento degli Interni degli Stati Uniti d'America, con il banchiere e giurista Columbus Delano che fu il primo Segretario degli Interni a vigilare sull'area protetta. In seguito, l'esercito degli Stati Uniti d'America venne incaricato di supervisionare la gestione di Yellowstone per un trentennio tra il 1886 e il 1916. Nel 1917, l'amministrazione del parco ricadde in capo al National Park Service (NPS), istituito l'anno precedente; da allora, si costruirono centinaia di strutture e tra di esse alcune andarono poi riconosciute come meritevoli di una tutela ancora maggiore per il loro valore storico e architettonico. Sempre nel Novecento, i ricercatori cominciarono a esaminare più di mille siti di interesse archeologico.
All'interno del suo vasto perimetro, comprende canyon, fiumi, catene montuose e laghi: a proposito degli specchi d'acqua, il lago Yellowstone è uno dei più grandi laghi d'alta quota del Nord America e sovrasta la caldera di Yellowstone, il più grande supervulcano del mondo considerato dormiente. L'ultima volta che esplose, causò devastanti eruzioni in diverse occasioni negli ultimi due milioni di anni. Ben oltre la metà dei geyser e delle sorgenti idrotermali del mondo si trovano a Yellowstone, tutti alimentati da questo vulcanismo in corso. I flussi lavici e le rocce delle eruzioni vulcaniche coprono la maggior parte dell'area terrestre di Yellowstone: la zona protetta ospita il Vasto ecosistema di Yellowstone (Greater Yellowstone Ecosystem), il più grande complesso del suo genere rimasto in stato quasi intatto sulla Terra nella zona temperata settentrionale. Nel 1978, Yellowstone è stata nominata dall'UNESCO patrimonio dell'umanità.
Le vaste foreste e praterie includono inoltre esemplari vegetali unici. Gli incendi boschivi si verificano ogni anno e nel corso degli enormi roghi del 1988 quasi un terzo dell'area protetta andò in fiamme. Per quanto riguarda il regno animale, sono state documentate centinaia di specie di mammiferi, uccelli, pesci, rettili e anfibi, tra cui diverse ritenute in pericolo o a rischio. Il parco di Yellowstone appare indubbiamente tra i luoghi maggiormente conosciuti per la presenza di megafauna negli Stati Uniti d'America continentali, se si pensa ad animali quali l'orso grizzly, il lupo grigio, il bisonte americano e il wapiti. La mandria di bisonti del parco di Yellowstone, in particolare, è la più antica e numerosa mandria di bisonti allo stato brado localizzata negli Stati Uniti. Yellowstone mette a disposizione numerose attività ricreative, tra cui escursionismo, campeggio, gite in barca, pesca, birdwatching e percorsi turistici. Le strade asfaltate forniscono un accesso ravvicinato alle principali aree geotermiche, nonché ad alcuni laghi e cascate. Durante l'inverno, i visitatori spesso accedono al parco tramite visite guidate che utilizzano Terra Bus o motoslitte.

## Toponimo
Il parco deve il nome alle sorgenti del fiume omonimo, battezzato dai coureurs des bois e dai commercianti di pellicce come Roche jaune ("Roccia gialla"), essendo francesi gli esploratori e i commercianti in questa regione nel XVIII secolo. Reso poi in lingua inglese come "Yellow Stone", i due termini si fusero originando la denominazione attuale. La parola derivava senza dubbio da una traduzione della definizione del corso d'acqua in lingua Mandan (Mi tsi a-da-zi, cioè il "fiume della roccia gialla", con riferimento al colore delle pietre gialle presenti nel Grand Canyon).

## Descrizione

### Geografia fisica
Il parco nazionale di Yellowstone, vasto 8983 km² circa, si trova negli Stati Uniti nord-occidentali a cavallo di tre Stati, ovvero Idaho (1% della superficie totale), Montana (3%) e Wyoming (96%), anche se la maggior parte si trova compresa nel Nord-ovest dell'ultimo elencato. Una vasta area demaniale circonda Yellowstone e il parco nazionale del Grand Teton si trova a poche chilometri di distanza a sud. La curiosa posizione geografica ha fatto sì che si generasse un vuoto giuridico nella parte del parco contenuta nell’Idaho, con il risultato che in teoria sarebbe possibile commettere impunemente qualsiasi reato, incluso l'omicidio, nella cosiddetta "Zone of Death". Il parco misura 102 km da nord a sud e 87 km da est a ovest. L'Aeroporto regionale di Yellowstone è lo scalo più vicino.

### Topografia

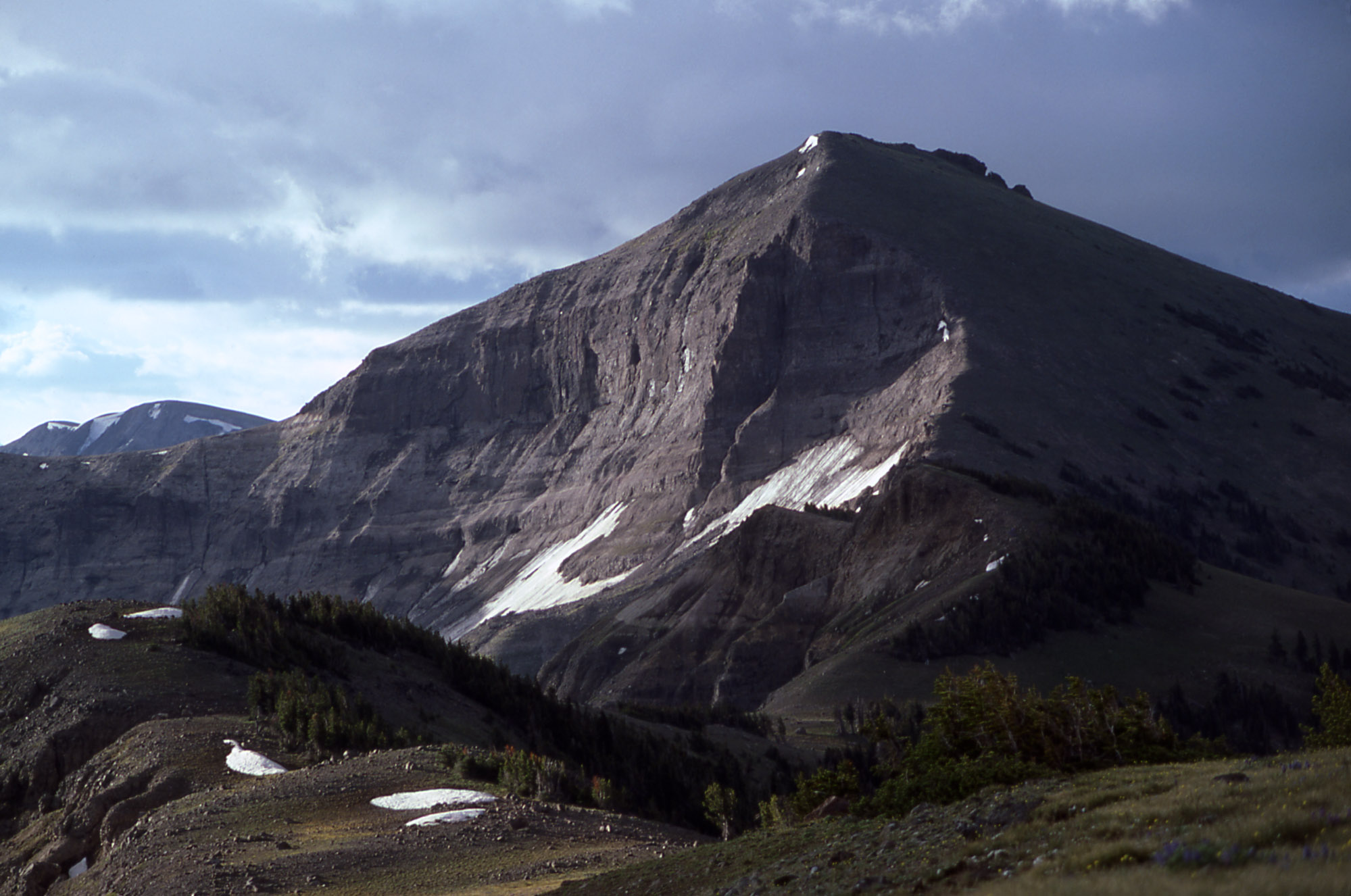
Il Monte Langford nella catena di Absaroka

Il parco di Yellowstone si trova su un elevato altopiano con un'altitudine media di 2 400 m sul livello del mare. Dal punto massimo raggiunto a Eagle Peak di 3 462 m si può raggiungere il minimo estremo di 1 610 m a Reese Creek.
La regione è circondata da massicci appartenenti alle Montagne Rocciose, le cui cime si estendono tra 3 000 e 4 000 metri di quota: a nord-ovest la catena Gallatin, a nord i monti Beartooth, a est e sud-est quella di Absaroka, a sud quella di Teton e a ovest il massiccio del Madison. La vetta più alta dell'altopiano e del parco di Yellowstone è la già citata Eagle Peak.
La gigantesca caldera dal diametro di 70 km si trova in posizione centrale nel parco: quasi interamente ricoperta da detriti vulcanici, le formazioni superficiali visibili mascherano la spettacolare tettonica sotterranea sottostante. Due gole si trovano nel parco: quella del fiume Yellowstone e il canyon Lewis, gradualmente scolpiti per 640 000 anni dalla forza delle acque dei torrenti che attraversano l'altopiano vulcanico di Yellowstone.

### Idrografia

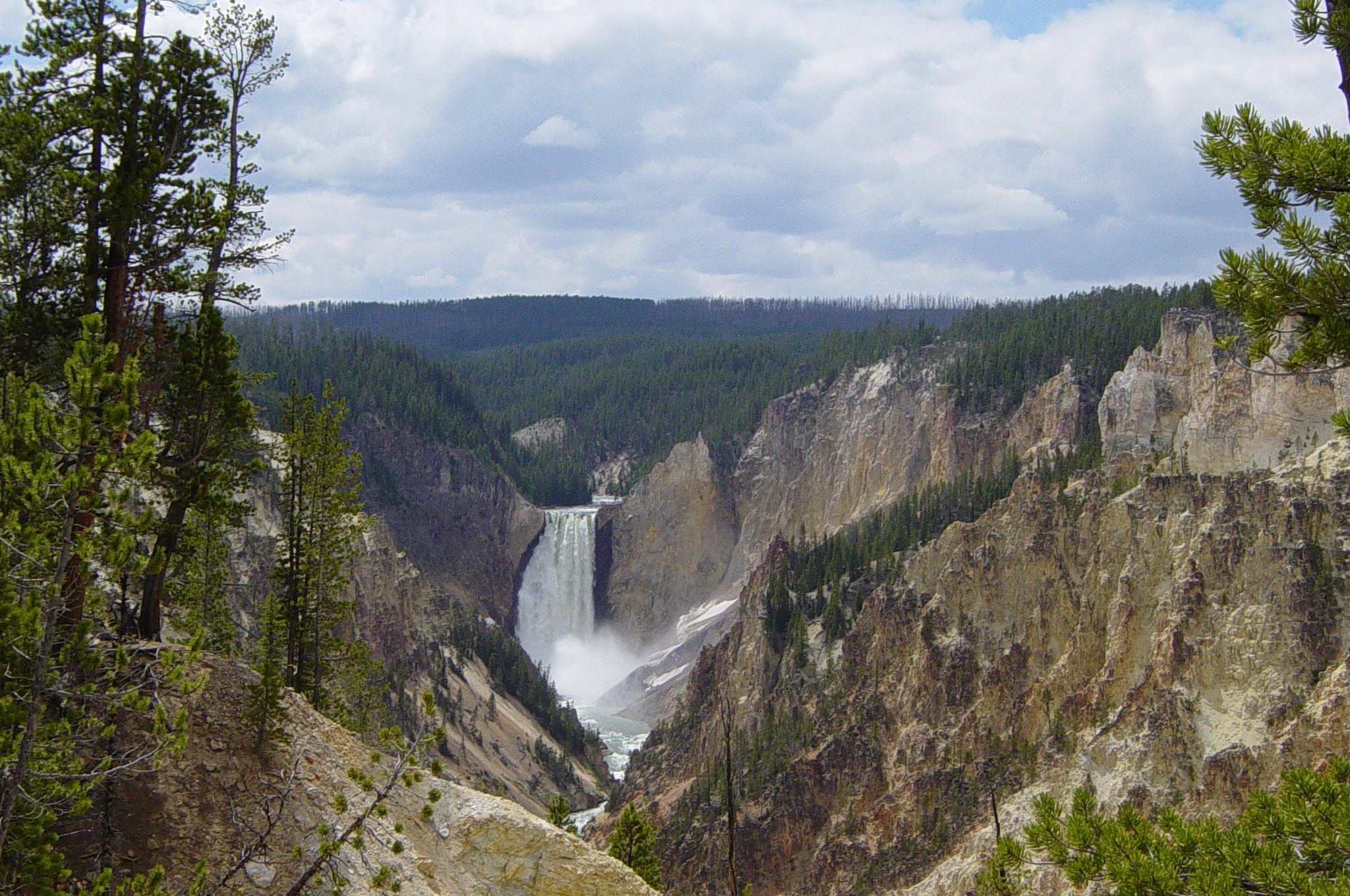
Lower Falls, le cascate del fiume Yellowstone

Lo spartiacque tra oceano Pacifico e oceano Atlantico attraversa il parco nazionale di Yellowstone in diagonale nella parte sud-occidentale del parco. Circa un terzo della zona protetta si trova a ovest di questa linea, mentre i fiumi Yellowstone e Snake, entrambi con le sorgenti del parco, si dirigono in direzioni opposte: il primo si fa strada fino al golfo del Messico scorrendo nel Missouri, un affluente del Mississippi, mentre lo Snake si unisce al Columbia che termina nel Pacifico. I corsi d'acqua locali sono principalmente alimentati dallo scioglimento del manto nevoso in primavera.
Il parco vanta 290 cascate d'acqua che misurano in media circa 4,5 metri di altezza e scorrono tutto l'anno. Le maggiori sono quelle di Lower Falls, che fanno registrare 94 metri di dislivello dal punto superiore a quello inferiore. Le acque termali hanno impiegato migliaia di secoli per modellare il paesaggio per deflusso o accumulo di sedimenti.
Gran parte del lago di Yellowstone si trova all'interno della caldera: situato a 2 357 metri sul livello del mare, tale lago risulta di gran lunga il più esteso del Nord America, con 354 km². La presenza di acque di risorgiva soggette a un'elevazione variabile a seconda dei fenomeni geologici (3 cm all'anno) arreca dei mutamenti a livello a modificazioni del disegno del lago, con settori più o meno bagnati a seconda i decenni.

### Zonazione
Si suole suddividere il parco in cinque distinte e differenti regioni:
- Mammoth Country: è un'area termale che si estende nella zona delle sorgenti calde di Mammoth;
- Roosevelt Country: ospita perlopiù wapiti e bisonti;
- Geyser Country: dintorni dell'Old Faithful, uno dei geyser più famosi del mondo, e piscine naturali di acqua calda solforosa;
- Canyon Country: comprende il Grand Canyon dello Yellowstone, più conosciuto come il Canyon degli artisti, oltre alla cascata inferiore che è alta due volte quella del Niagara;[23]
- Lake Country: è la zona attorno al lago Yellowstone e la regione con la maggior concentrazione di animali selvatici.

## Geologia

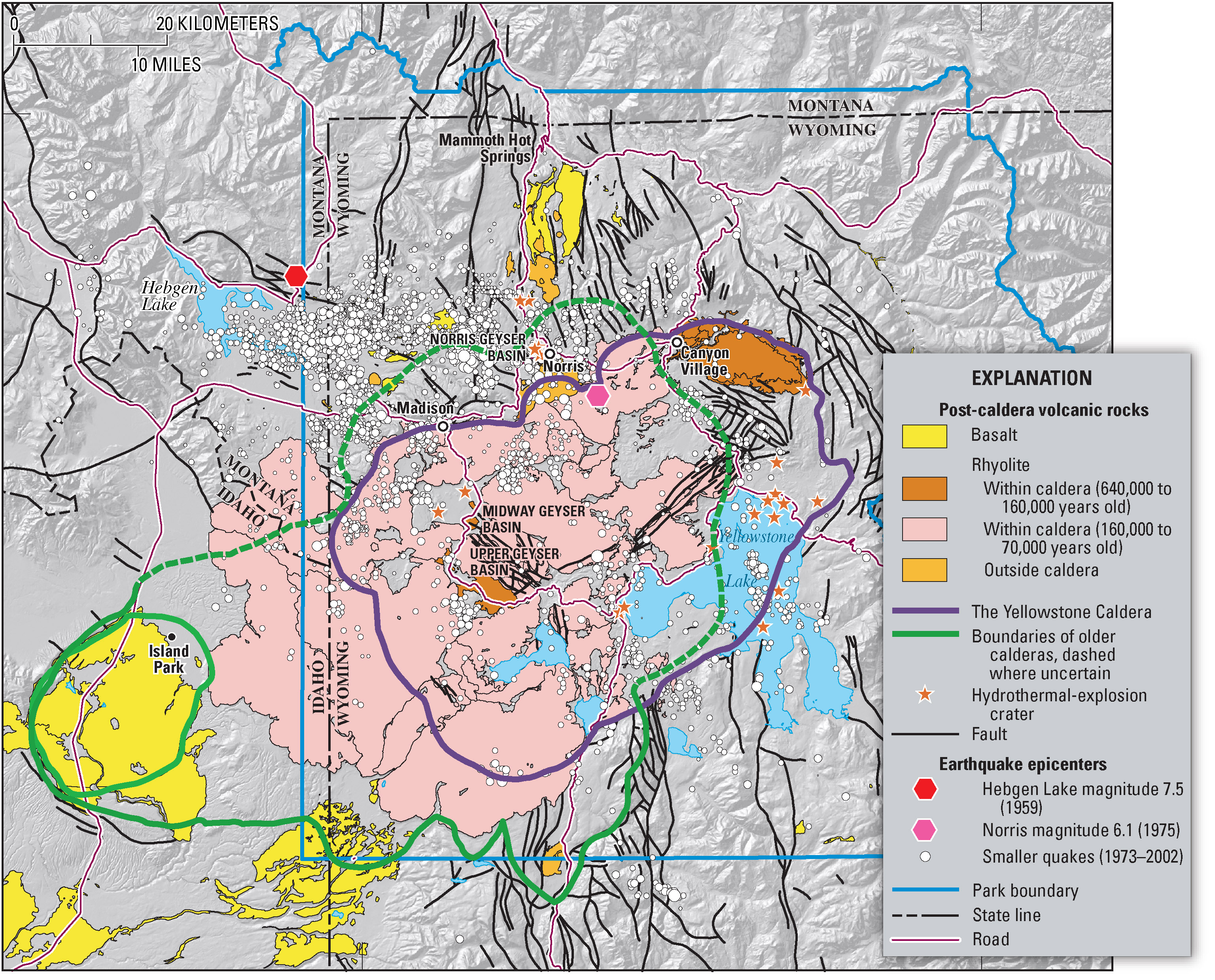
Mappa geologica di Yellowstone

Il nome "Yellowstone" (letteralmente "pietra gialla") si deve al colore delle rocce del grande canyon di Yellowstone (una valle a forma di "V") generatosi durante le ultime glaciazioni prima di affrontare una decisa erosione per effetto del fiume. Contrariamente a quanto potrebbe pensare un osservatore superficiale, il colore delle pietre deriva dall'alterazione idrotermale del ferro e di altri ossidi minerali che contengono e non dello zolfo, invero comunque presente.
Yellowstone si trova all'estremità nord-orientale della piana del fiume Snake, la quale crea un arco a forma di "U" tra le Montagne Rocciose e si snoda 400 km a ovest della città di Boise, in Idaho. La caldera di Yellowstone appartiene al più grande complesso vulcanico del Nord America ed è annoverata tra i supervulcani dispersi sulla Terra per via dell'estremo vigore che le eruzioni a lei ascritte sono in grado di causare in termini di effetti.
A ridosso delle Montagne Rocciose, originata dallo scivolamento della placca Farallon sotto quella nordamericana, la regione di Yellowstone è stata teatro di devastanti eruzioni intervallate da altre fenomeni tellurici dalla portata discreta, di cui l'ultimo avvenne circa 642 000 anni fa. Accumulatasi per millenni sotto la crosta terrestre, la lava ha poi travalicato le barriere in cui era contenuta spargendo per migliaia di chilometri cubi diverse rocce. Il tetto della camera magmatica in seguito crollò, formando un'ampia conca denominata "caldera" che oggi costituisce la parte centrale del parco. 
Da allora, minori ma numerose eruzioni l'hanno parzialmente riempita, sebbene sia ancora possibile riconoscere i bordi ripidi. Il vulcanismo resta molto attivo a Yellowstone, verificandosi tra i 1 000 e i 3 000 terremoti all'anno ed essendo presenti 300 geyser e 10 000 sorgenti idrotermali. Attualmente, Yellowstone sta rivivendo una fase simile alla prima. La lava continua ad accumularsi, causando il rigonfiamento della crosta terrestre. Nella parte inferiore dell'attuale camera di collasso, l'altitudine è aumentata di 70 cm negli ultimi 50 anni. Dal 2004, parti della caldera si sollevano alla velocità di 4,6 cm all'anno, la velocità più elevata da quando sono iniziate osservazioni accurate negli anni 1970.

### Tettonica

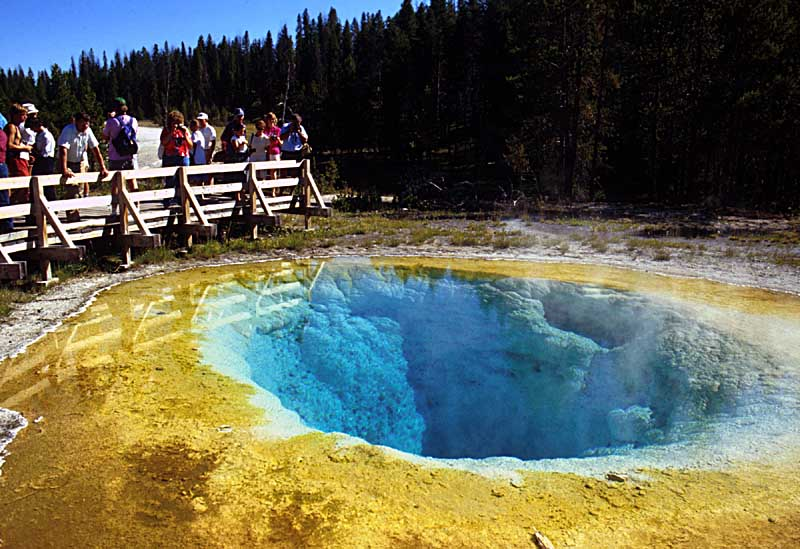
La sorgente calda di Morning Glory

La forma arcuata della pianura mostra lo spostamento della placca nordamericana durante gli ultimi 17 milioni di anni. Questa placca tettonica si muove su un punto caldo del mantello terrestre.
Tra 8 e 16 km sotto la caldera di Yellowstone ha sede una cavità che ospita una camera, la quale a sua volta ospita una massa di magma per lo più cristallizzato ed esposto a discrete pressioni. Il gigantesco contenitore ha una capacità massima compresa tra i 15 000 e i 20000 km³, ovvero all'incirca la dimensione del massiccio del Monte Bianco. Quando si parla di camera magmatica non significa che al suo interno vi sia solo magma in ebollizione, ma che esso è compreso negli interstizi delle rocce in una percentuale che, per la camera magmatica di Yellowstone, si aggira attorno al 9%.
Non si dimentichi che il sito è un punto caldo, ovvero un luogo dove dal mantello terrestre sale una grande quantità di magma. Secondo alcuni vulcanologi l'origine del flusso sarebbe a circa 750 km di profondità, secondo altri a 2850 km (quindi dal confine tra mantello e nucleo). Un ultimo appunto riguarda un fattore per certi versi estetico. Yellowstone si distingue dagli altri vulcani per la sua forma inusuale, non essendosi di fronte a un classico cono ad alta quota ma, piuttosto, a una conca alla stessa maniera dei Campi Flegrei.

### Storia vulcanica

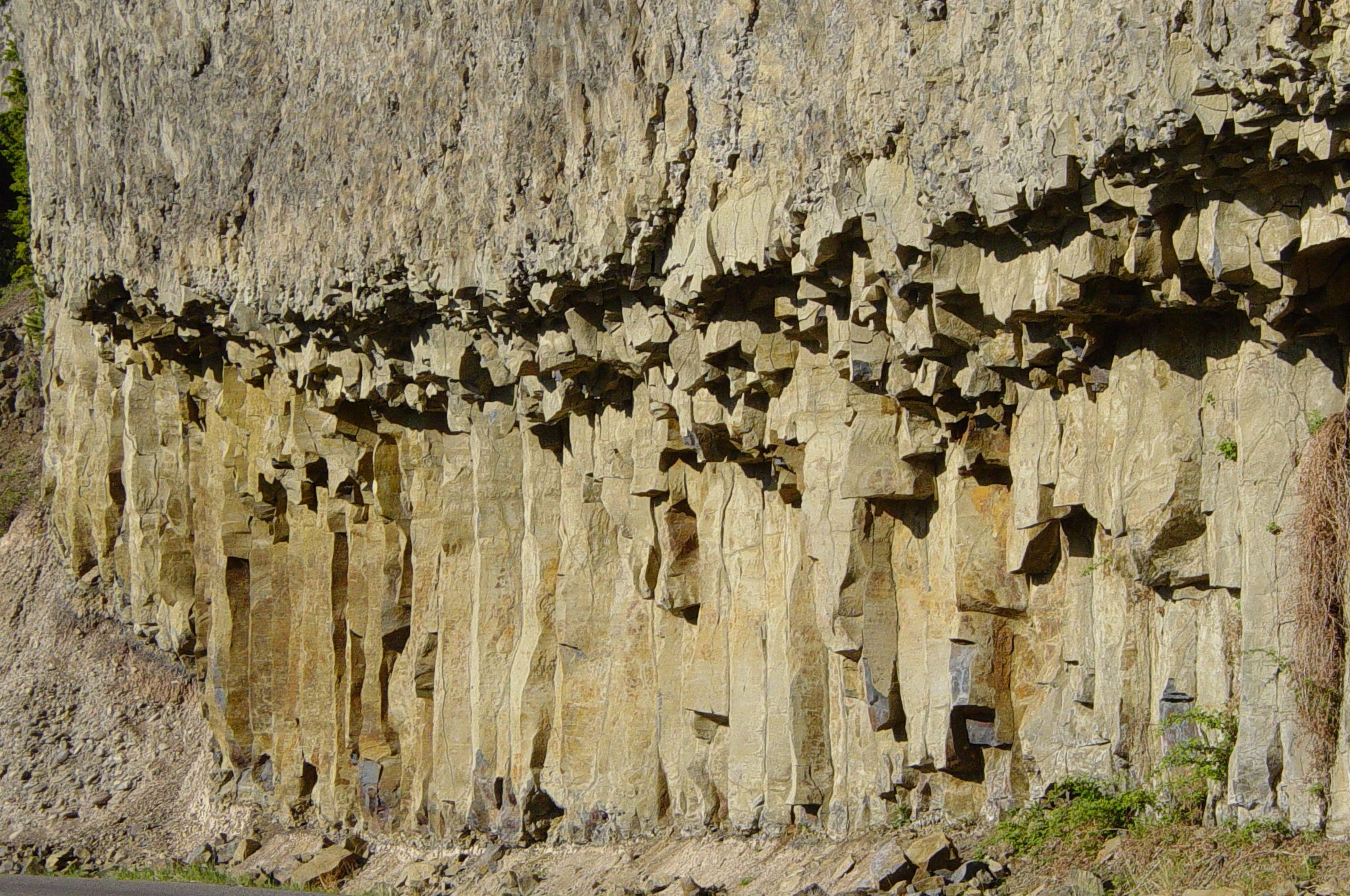
Colonna di basalto vicino a Tower Fall prodotta da un flusso di lava durante un'enorme eruzione vulcanica

La più potente eruzione di cui si ha notizia mai verificatasi avvenne 2,1 milioni di anni fa. In quell'occasione, nell'atmosfera si rilasciarono 2450 km³ di materiale vulcanico in concomitanza con la creazione della formazione geologica di Huckleberry Ridge Tuff. Un'esplosione minore riversò 280 km³ di materiale 1,2 milioni di anni fa originando la caldera dell'Island Park e la formazione geologica del tufo di Mesa Falls.
640 000 anni fa, una terza eruzione ricoprì con 1000 km³ di cenere vulcanica e tefra tutti gli Stati Uniti occidentali, una fetta della parte centrale del paese e anche porzioni delle coste del Pacifico e del Messico. Dopo questo cataclisma, 3 000 volte più forte rispetto a quello del Vesuvio nel 79 d.C. o 1 000 più di quello del monte Saint Helens nel 1980, rimase come cicatrice un'enorme caldera con una dimensione compresa tra 45 e 85 km.
L'evento causò altresì la formazione geologica denominata Lava Creek Tuff composta, come si comprende dal nome, soprattutto di tufo. Ognuna delle tre eruzioni sparpagliò enormi quantità di cenere che si sparsero a migliaia di chilometri dal luogo di origine, con i gas e le ceneri che verosimilmente ebbero un grande impatto sul clima del pianeta intero portando a un'estinzione di massa di specie viventi principalmente in Nord America.

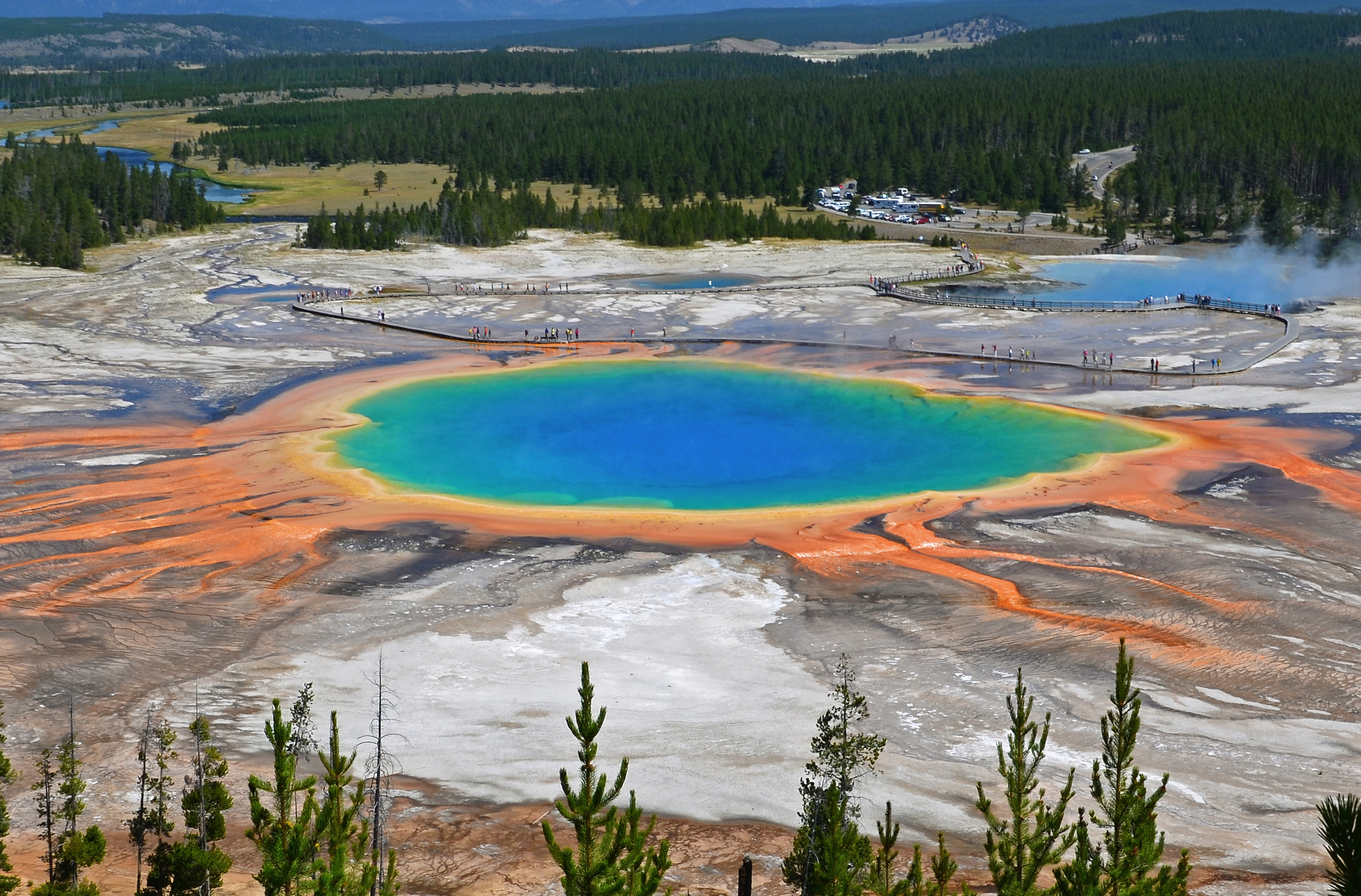
I percorsi in legno consentono ai visitatori di avvicinarsi alle sorgenti termali di Grand Prismatic

Un'eruzione minore ebbe luogo 160 000 anni fa e risultò responsabile della formazione di una caldera più modesta che attualmente ospita la parte occidentale del lago Yellowstone. In seguito, avvennero di certo altri due episodi e l'ultimo, risalente a 70 000 anni fa, occluse il grosso della caldera con le sue colate laviche.
Ciascuna delle eruzioni faceva in realtà parte di un ciclo, il cui culmine coincideva con la distruzione del tetto della camera magmatica e il conseguente svuotamento di parte di esso. La distanza cronologica tra le ultime tre eruzioni è compresa tra 600 000 e 900 000 anni; anche se l'ultima grande esplosione ebbe luogo 640 000 anni fa, non vi è alcuna indicazione che la prossima possa succedere nell'immediato.
Una ripresa delle attività vulcaniche in maniera limitata dovette accadere tra 70 000 e 63 000 anni fa, riempiendo in quell'occasione la caldera di Yellowstone con lava visibile nelle colline di Obsidian Cliffs (soprattutto riolite) e Sheepeaters Cliff (basalto). Gli strati lasciati alle spalle sono visibili nel Grand Canyon di Yellowstone, dove il fiume continua la sua operazione di erosione di antichi depositi. Un'eruzione idrotermale generò un cratere di 5 km di diametro a Mary Bay circa 13 000 anni fa.

### Energia geotermica

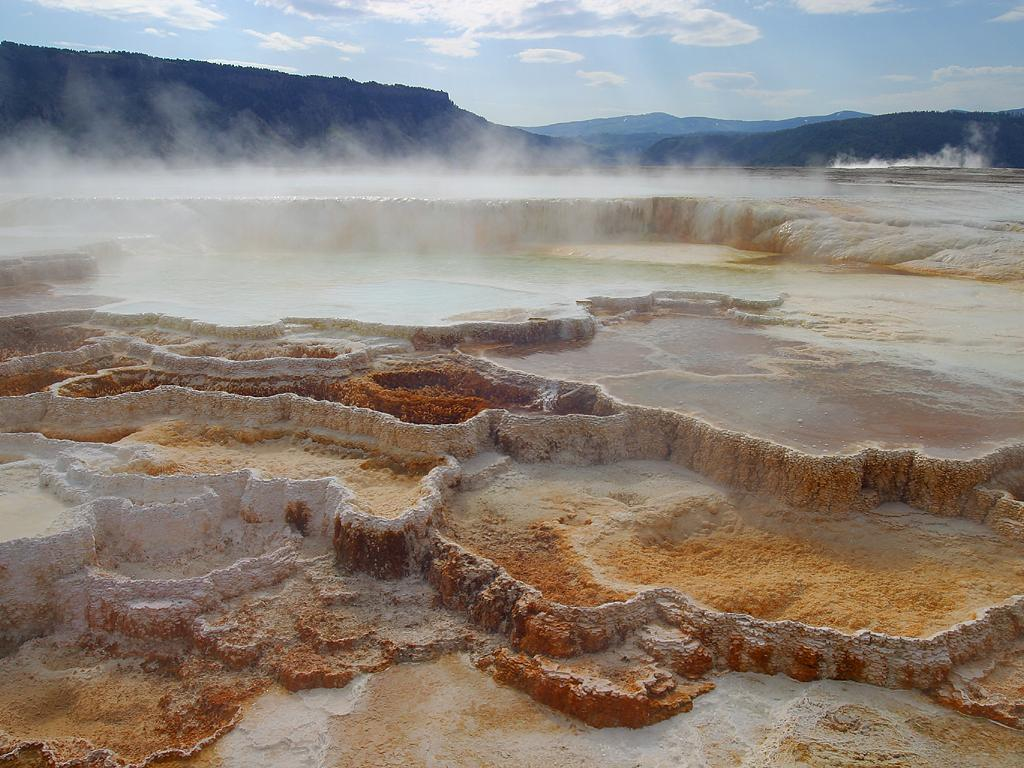
Bacini calcarei delle sorgenti calde di Mammoth

L'attività geotermica contribuisce a rendere celebre la reputazione del parco. A oggi si contano più di 200 geyser e 10 000 sorgenti calde, ovvero il 62% di tutte quelle presenti sul pianeta. Il più famoso della prima categoria è l'Old Faithful (letteralmente "vecchio fedele" con riferimento al generale Henry Washburn), conosciuto per i suoi getti che durano dai novanta secondi ai cinque minuti a intervalli di 65-92 minuti, arrivando a sparare getti d'acqua bollente alti tra i 30 e i 55 metri con un volume d'acqua variabile tra 14 000 e 32 000 litri.
Il parco ospita anche il maggiore geyser del mondo, lo Steamboat (letteralmente "piroscafo"), dove è stata tra l'altro scoperta la specie di batteri termofili nota come Thermus aquaticus. Come ogni altra sorgente, i batteri sono presenti in comunità assai numerose e risultano oggetto di studio e di costante interesse per i biologi.
Yellowstone ospita inoltre molte sorgenti termali permanenti; durante il loro viaggio sotterraneo, le acque calde si caricano di calcare in dissoluzione nelle rocce. Quando esse raggiungono la superficie, il calcare si deposita sotto l'effetto del raffreddamento dell'acqua dando vita a sculture naturali di varie forme, non ultimi i bacini delle cascate. Una delle famose formazioni calcaree è quella di Mammoth: come molti altri punti simili, le acque calde facilitano la sopravvivenza degli animali durante il periodo invernale e fanno parte di un ecosistema assai speciale e raro del nostro pianeta.

### Terremoti

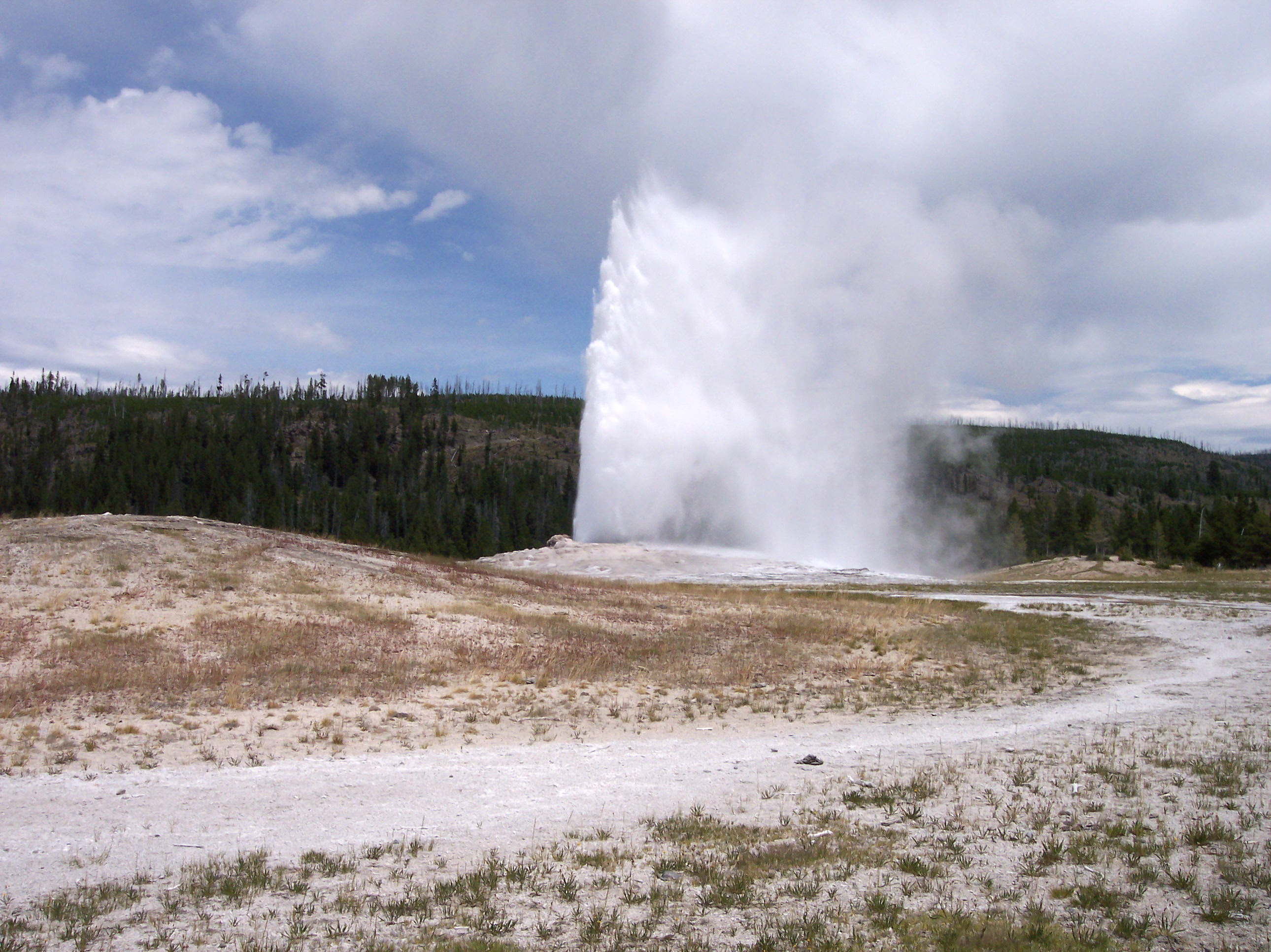
L'Old Faithful, un geyser che rilascia getti bollenti a intervalli regolari

L'attività sismica locale è oggetto di un attento monitoraggio da parte delle autorità del parco di Yellowstone, con gli scienziati che misurano continuamente i movimenti dell'altopiano. Un rapido aumento della velocità generale potrebbe annunciare un grave pericolo, perché sinonimo di instabilità del magma e creazione di gas.
In passato, il parco ha subito sei terremoti con una magnitudo maggiore di 6 gradi sulla scala Richter, compreso quello del 1959 di 7,5. Il sisma tracciò una crepa gigante che ha danneggiato la stabilità del lago Hegben, rapidamente disseccatosi. I sedimenti rilasciati contemporaneamente dalla crepa hanno poi bloccato il fiume, circostanza che ha creato il lago Quake (l'etimologia è trasparente); ventotto persone perirono a causa di questo terremoto.
Al contempo, i geyser scoppiarono e le acque sorgive, in genere limpide, si intorbidirono per via della materia sospesa. Il 30 giugno 1975 avvenne un altro forte terremoto, di magnitudo 5,1, che però non causò danni. Tremila scosse minori si verificarono nel 1985 a nord-ovest del parco. Il 30 aprile 2007, sedici scosse superiori a magnitudo 2,7 si verificarono nell'arco di pochi giorni, una tendenza simile a quella verificatasi nel 2009 e nel 2010.
Attualmente, gli sciami sismici fanno registrare un totale di scosse comprese tra 1 500 e 2 300 nell'arco di dodici mesi.

### Monitoraggio e rischi attuali

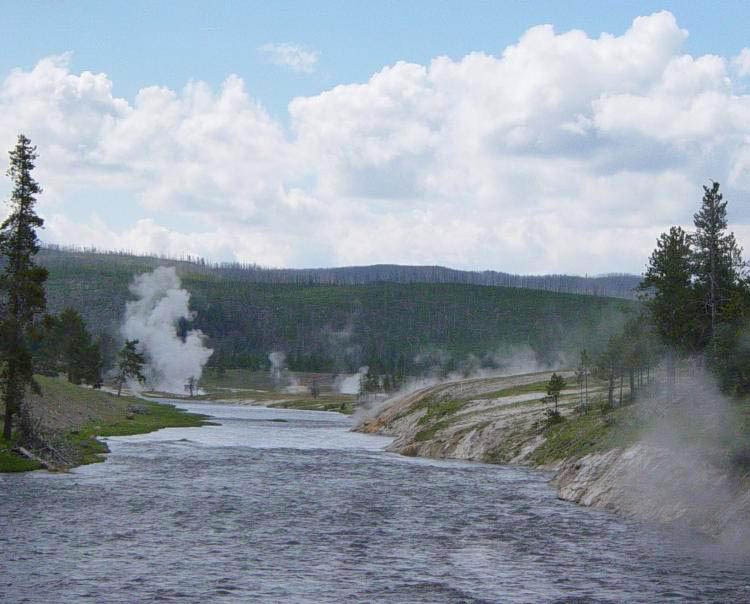
Il fiume Firehole vicino al geyser Excelsior

Nel maggio del 2001, la United States Geological Survey (USGS), il National Park Service (NPS) e l'Università dello Utah hanno istituito l'Osservatorio vulcanologico di Yellowstone (YVO). Si trattò di una collaborazione finalizzata allo studio a lungo termine dei processi geologici dell'altopiano di Yellowstone e alla scoperta di potenziali rischi vulcanici.
Nel 2003, alcuni accessi al bacino del geyser Norris vennero vietati in seguito alla comparsa di nuove fumarole e all'aumento dell'attività nei pressi di alcuni getti di acqua bollente. La temperatura di alcuni geyser si fece così alta che il processo di espulsione del vapore andò disturbato rispetto a condizioni normali. Il 10 marzo 2004, un biologo scoprì che cinque bisonti morirono presumibilmente avvelenati da gas velenosi emessi dal bacino del geyser Norris. A poca distanza dalla divulgazione di tale notizia, ad aprile aumentò il numero di terremoti.
Nel 2006, uno studio rendeva noto che il Mallard Lake Dome e il Sour Creek Dome stavano salendo dai 4 ai 6 cm all'anno dal 2004. Sebbene questa notizia abbia suscitato molta attenzione da parte dei media, gli esperti hanno continuato a rassicurare l'opinione pubblica che non bisognava temere alcuna eruzione imminente. Un simile aumento si giustificò facendo riferimento alla ricarica della camera magmatica.
A giugno del 2017, nel supervulcano si registrarono ben 1 000 terremoti in sole due settimane, un fenomeno anomalo osservato molto da vicino da diversi geologi, i quali conclusero affermando che vi fosse solo l'1% di probabilità che il vulcano si possa risvegliare entro un secolo di distanza. Nel novembre 2017, l'Università dello Utah, in collaborazione con l'Università del Texas e il parco di Yellowstone, installò 290 sismometri nodali all'interno e nei dintorni del bacino del geyser Upper, allo scopo di proseguire uno studio iniziato nel 2015. Il dispiegamento temporaneo, durato diversi giorni, perseguiva il fine di registrare i segnali sismici dovuti alle varie caratteristiche termiche. In particolare, si cercò di comprendere se il geyser sopra citato e quelli circostanti emergessero da un serbatoio comune o da sedi distinte. Nel 2020, un rapporto della USGS rendeva pubblica la scoperta del rialzamento della caldera vicino al lago Yellowstone, anche se si precisava che non vi fosse alcun rischio concreto di una nuova eruzione.

## Storia

### Epoca antica

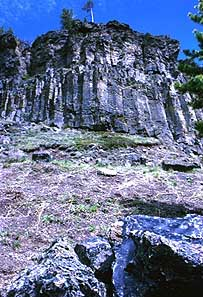
Obsidian Cliff, Parco di Yellowstone

La presenza umana in loco si attesta da almeno 11 000 anni fa. Nel 1959, un proiettile della cultura Clovis fatto di ossidiana venne alla luce nel cantiere dell'ufficio postale di Gardiner. Nel 2010 si è ritrovato un atlatl, o propulsore, vecchio di 10 000 anni.
I nativi americani usavano i depositi di ossidiana di Yellowstone, una pietra molto dura e di origine vulcanica, per creare strumenti e armi affilati. Punte di frecce tagliate da questo materiale sono state trovate fino alla valle del Mississippi, non essendo l'ossidiana disponibile a est del fiume appena menzionato: pare logico intuire che a quel tempo il commercio tra le tribù di Yellowstone e coloro che abitavano molto più a oriente era decisamente attivo.

### Esplorazioni geografiche
Nel 1806, un membro della spedizione di Lewis e Clark di nome John Colter si separò dai suoi compagni di viaggio per unirsi a un gruppo di commercianti di pellicce e fu presumibilmente il primo europeo a visitare questa regione e a entrare in contatto con le tribù di nativi. Durante l'inverno del 1807-1808, Colter attraversò un'area di quello che oggi è il parco e osservò fenomeni geotermici vicino a Tower Falls. Dopo essere sopravvissuto alle ferite ricevute durante le battaglie contro le tribù dei Corvi e dei Piedi Neri nel 1809, fornì una descrizione di un'intera regione di "fuoco e zolfo", ricostruzione ritenuta al tempo frutto di deliri. Anche durante il quarantennio che ne seguì, i racconti di molti commercianti di pellicce con riferimento a getti d'acqua bollenti, sorgenti calde e alberi pietrificati non riscossero molta fiducia.
Nel 1857, Jim Bridger tornò da un'altra spedizione nella stessa zona e riferì di aver scorto sorgenti termali, acqua zampillante, una montagna di ghiaccio e pietre gialle. Anche tale resoconto non fu creduto, in quanto Bridger aveva la fama di essere un cantastorie piuttosto che un geografo. Eppure la sua testimonianza riuscì a suscitare l'interesse dell'esploratore e geologo Ferdinand Vandeveer Hayden, il quale diede il via a un'altra spedizione nel 1859 per studiare l'alto Missouri, coinvolgendo Bridger nel ruolo di guida, accompagnato da un geometra dell'esercito statunitense di nome W.F. Raynolds. Il gruppo si avvicinò a Yellowstone ma non fu in grado di raggiungerlo a causa delle abbondanti nevicate. Lo scoppio della guerra di secessione interruppe la ricerca per undici anni.

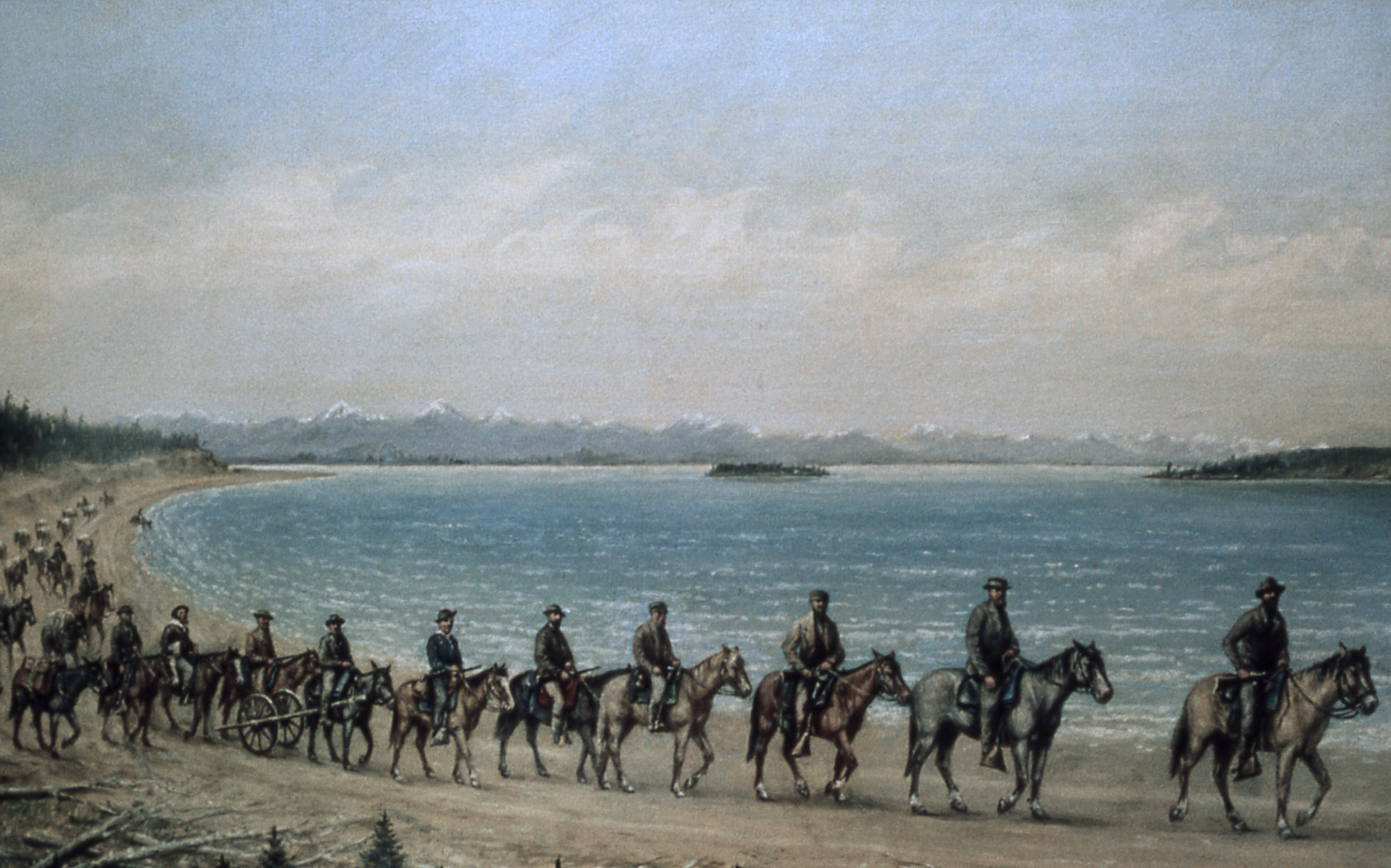
Questo dipinto di William Henry Jackson, intitolato The Hayden Survey, ritrae l'esplorazione di un lago a Yellowstone (1871)

La spedizione di Folsom del 1869 fu la prima a fornire una descrizione dettagliata della regione di Yellowstone: il gruppo di uomini che vi partecipò risalì nello specifico il fiume Yellowstone fino al lago omonimo. Nel 1870, gli abitanti del Montana organizzarono anche una nuova spedizione (Washburn-Langford-Doane Expedition), guidata dal topografo Henry Washburn e alla presenza di Nathaniel P. Langford (che sarebbe diventato il primo sovrintendente del parco con il soprannome di "National Park Langford") e un distaccamento dell'esercito statunitense comandato dal tenente Gustavus Doane. Per un mese essi ispezionarono l'area raccogliendo molti campioni e conferendo un nome a diverse località.
Cornelius Hedges, scrittore e avvocato del Montana, aveva partecipato alla spedizione di Washburn e il quotidiano Helena Herald pubblicò diversi articoli che raccontavano le sue osservazioni tra il 1870 e il 1871. Si trattò di uno dei primi, insieme al governatore del Montana Thomas Francis Meagher, a ipotizzare la proposta di elevare Yellowstone a parco nazionale protetto. In una lettera del 1871 indirizzata a Ferdinand Hayden da Jay Cooke, quest'ultimo affermava che il suo amico senatore William D. Kelley aveva suggerito di far passare una legge che rendesse Yellowstone un parco pubblico.
Nel 1871, Hayden, cui oggi è dedicata una valle, condusse una seconda e più grande spedizione, questa volta finanziata dal governo. Si preoccupò inoltre di stilare un rapporto completo su Yellowstone, con tanto di fotografie effettuate da William Henry Jackson e illustrazioni di Thomas Moran, che spronarono il Congresso degli Stati Uniti a proteggere questa regione. Il 1º marzo del 1872, il presidente Ulysses Grant firmò l'ordine esecutivo volto a istituire il parco nazionale di Yellowstone allo scopo di renderlo un luogo "scevro da ogni sfruttamento a fini commerciali, libero alla fruizione dei visitatori".

### Istituzione del parco

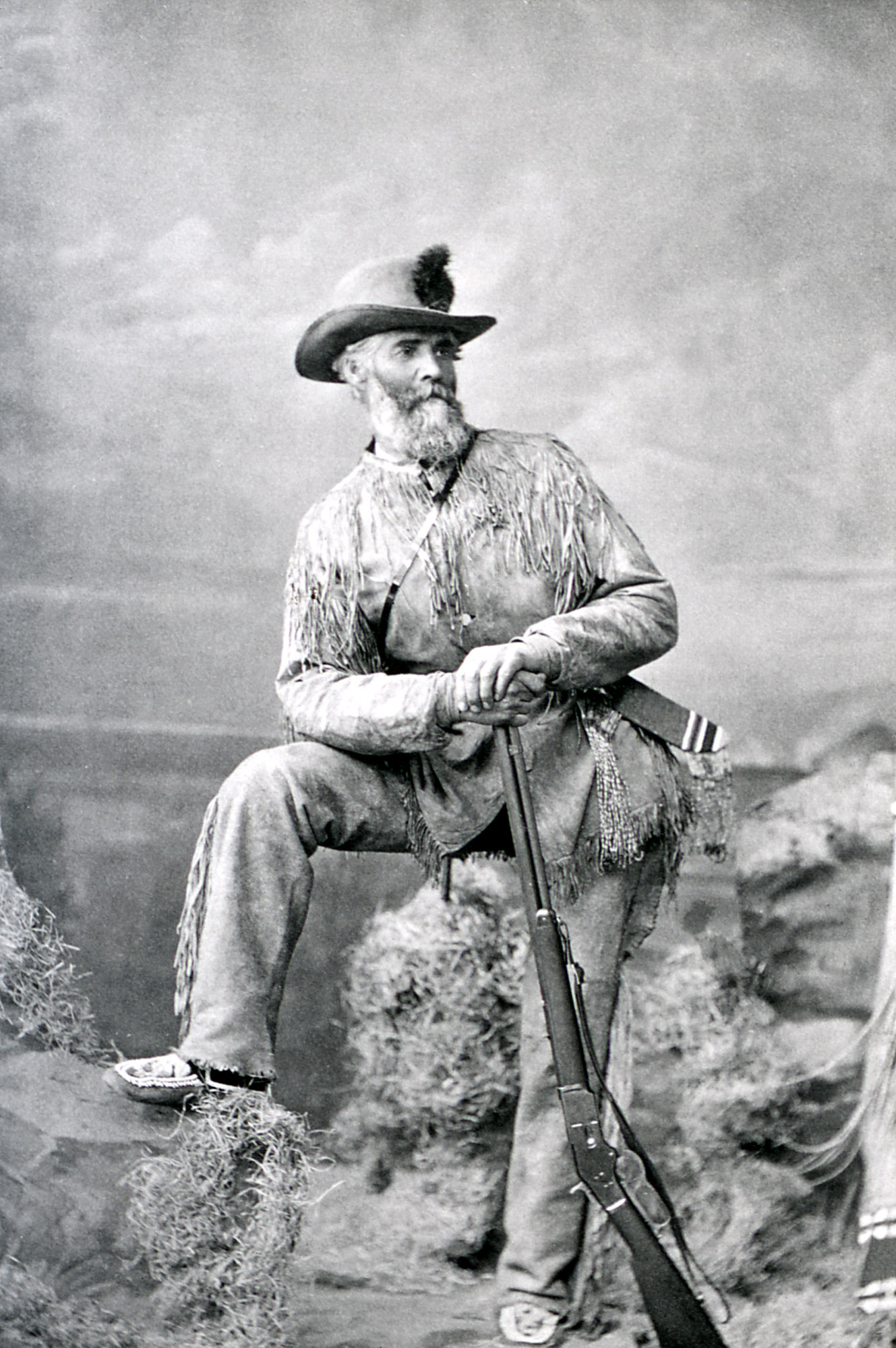
Philetus Walter Norris

Nathaniel Langford si offrì volontario per un lustro come sovrintendente del parco, ma come i suoi sottoposti dovette lavorare con mezzi molto modesti. Longford si ritirò infine nel 1877. Il secondo sovrintendente, Philetus Norris, riuscì a ottenere un piccolo stipendio e alcune sovvenzioni, destinate a controllare atti di vandalismo e bracconaggio nel parco; inoltre, si procedette a costruire delle attrezzature e alcune strade. Per aiutarlo nelle sue funzioni, decise di assumere Harry Yount, oggi considerato il primo ranger in servizio in un parco nazionale negli Stati Uniti.
La Northern Pacific Railroad costruì una stazione a Livingston, in Montana, collegata all'ingresso settentrionale del parco nei primi anni ottanta dell'Ottocento. L'attenzione pubblica sul parco aumentò col tempo in fretta, passando dai 300 visitatori del 1872 ai 5 000 del 1883. Nel 1882, 400 Tukadika (un ramo degli Scioscioni del nord) residenti nel territorio di Yellowstone fu allontanato coattivamente nella riserva di Wind River. In nome di una causa ambientalista, la creazione della zona protetta avvenne a scapito delle comunità locali amerinde, le cui tracce di caccia e migrazione stagionale si trovavano su questo territorio.
A quel tempo, i turisti avevano a disposizione poche strade e servizi e viaggiavano a cavallo o in diligenza. Nel 1908, una seconda linea ferroviaria, attiva fino agli anni sessanta, forniva l'accesso a West Yellowstone tramite la Union Pacific Railroad. Nel 1881, Albert Bierstadt dipinse le cascate di Yellowstone e l'opera incoraggiò il presidente Chester A. Arthur a compiere una visita nel parco nel 1883.
Per compensare i mezzi insufficienti per proteggere il parco nazionale, l'amministrazione di Yellowstone fu affidata all'esercito tra il 1886 e il 1918. La costituzione di un corpo di guardie civili specifiche (i "Rangers") coincise con la nascita del National Park Service (NPS), a cui si affidò il compito di tutelare tutte le aree protette istituite nella nazione. La realizzazione di Fort Yellowstone terminò nel 1891 per ospitare i turisti e, nel 1909, la capienza di tutti gli edifici era pari a 400 uomini o quattro guarnigioni di truppe. L'esercito cedette poi ufficialmente il controllo di Yellowstone al National Park Service il 31 ottobre 1918.
All'inizio del XX secolo, gli Stati Uniti costruirono una strada lunga 235 km a forma di "8" per collegare i punti più interessanti del parco. Il disegno finale della Grand Loop Road risale al 1905, ovvero due anni più tardi della visita compiuta dal presidente Theodore Roosevelt del 1903. Fu lui a poggiare simbolicamente la pietra angolare dell'arco di Roosevelt all'ingresso nord del parco.
Nel 1915, mille auto ebbero accesso al parco, causando problemi di traffico con i trasporti trainato da cavalli, che fu successivamente vietato. Tra il 1933 e il 1941, il Civilian Conservation Corps costruì centri di informazione turistica, campeggi e la maggior parte delle strade odierne. Durante la seconda guerra mondiale, il numero di dipendenti e visitatori calò, portando all'abbandono di diverse infrastrutture.

### Gestione dal dopoguerra a oggi
Negli anni cinquanta, la mole di turisti a Yellowstone, come quella di altre zone protette statunitensi, aumentò di gran carriera. Per far fronte a questa richiesta, l'ente gestore del parco decise di avviare un programma di ammodernamento e ampliamento delle attrezzature, denominato "Missione 66", allo scopo appunto di completarlo entro il 1966, anniversario della fondazione del NPS. I nuovi edifici vennero progettati in stile moderno. Fu alla fine degli anni ottanta che questo stile fu abbandonato a favore di uno più tradizionale, in particolare per la ricostruzione del Grant Village, dopo gli incendi del 1988. Anche il Canyon Village Tourist Information Center, aperto nel 2006, segue un'architettura più tradizionale.
Nel 1959, un potente sisma colpì lo Yellowstone occidentale presso il lago Hebgen e danneggiò strade e strutture nel parco nazionale. Yellowstone fu dichiarato riserva della biosfera il 26 ottobre 1976 e nominato patrimonio mondiale dell'umanità dall'UNESCO l'8 settembre 1978. Nel 1995 il Comitato decise di inserire il parco nell'elenco dei patrimoni dell'umanità in pericolo, in virtù dei rischi rappresentati dalle attività minerarie. La scarsa qualità dell'acqua, il turismo di massa e l'uso di motoslitte destavano ulteriore preoccupazione: i tentativi di rimediare a tale difficile condizione messi in atto dagli USA raggiunsero i frutti nel luglio del 2003, quando il sito scomparve da quelli in pericolo.
Durante l'estate particolarmente secca del 1988, gli incendi causati dai fulmini devastarono il 36% dell'area del parco (circa 3 210 km²), con danni significativi nella parte di North Folk. Migliaia di vigili del fuoco cercarono di contenere le fiamme per salvaguardare le abitazioni, ma le autorità pubbliche furono accusate di non aver compiuto adeguatamente gli sforzi che sarebbero stati necessari per esaurire del tutto i focolai, rimasti attivi fino alle piogge autunnali.
Va comunque tenuto presente, come hanno asserito alcuni biologi, che gli incendi periodicamente ravvicinati costituiscono un fenomeno naturale che non dovrebbe arrestarsi se non oltre certe proporzioni, in quanto permette una rigenerazione del sottobosco. In effetti, pochi animali di grossa taglia furono vittime dei roghi e gli arbusti crebbero spontaneamente, mentre si riscoprirono alcuni panorami interessanti e si portarono alla luce nuove scoperte geologiche e archeologiche. Tuttavia, se si spera di tornare ai livelli precedenti al 1988 occorrerà ancora adesso attendere decenni. Oggi, il National Park Service dà luogo a incendi prescritti per prevenire disastri della portata di quello del 1988, riportando in vita una prassi millenaria che veniva attuata già dagli indigeni nativi i quali invece sono stati cacciati dalle loro terre dai bianchi colonizzatori per inventare il mito iconico del parco wilderness.

## Clima

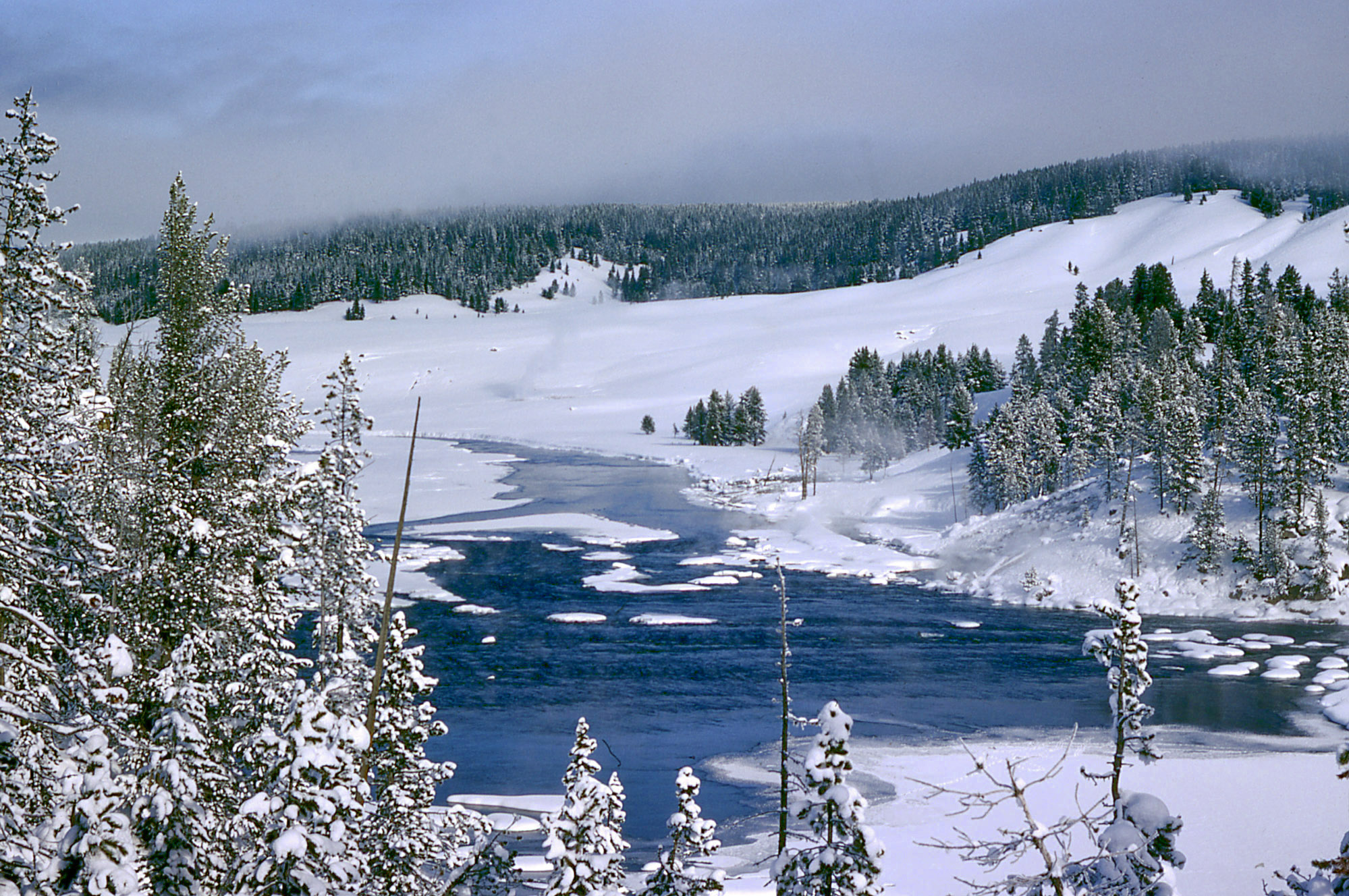
Il parco in inverno sotto una pesante coltre di neve

Il clima è di tipo montano: le temperature e le precipitazioni variano notevolmente a seconda dell'altitudine e dell'ora del giorno, con la parte sud-occidentale del parco che riceve più pioggia rispetto alle zone settentrionali.
Gli inverni sono freddi (medie comprese tra −20 e −5 °C durante il giorno e al di sotto dei −20 °C di notte) e nevosi. Durante i mesi freddi, solo l'ingresso nord vicino a Gardiner è aperto ai veicoli. La temperatura più bassa mai registrata fu di ben −54 °C nel 1933. Le nevicate variano molto a seconda della stagione (dall'autunno alla primavera con un massimo a gennaio) e dell'altitudine. In media, si segnalano tra i 182 e i 380 cm di neve all'anno vicino al lago Yellowstone, ma la coltre raddoppia di dimensione sulle montagne circostanti.
La primavera e l'autunno sono caratterizzati da temperature comprese tra lo 0 e i 20 °C durante il giorno e da −5 a −20 °C di notte. Le estati sono relativamente calde (di solito tra i 20 e i 25 °C con punte di 30) e il tempo può cambiare rapidamente nel corso della giornata con la comparsa di temporali nel pomeriggio. Il record per la temperatura più calda andò registrato nel 1936 (37 °C).
I tornado risultano rari nel parco, anche se uno particolarmente potente nello Stato del Wyoming si verificò il 21 luglio 1987. In seguito, tale evento fu classificato in termini di forza come F4 sulla scala Fujita, con venti compresi tra i 330 e i 420 km/h e che provocò l'abbattimento di 61 km² di vegetazione.
| Bollettino meteorologico nel parco di Yellowstone | Mesi  | Mesi  | Mesi | Mesi | Mesi | Mesi | Mesi | Mesi | Mesi | Mesi | Mesi | Mesi  | Stagioni | Stagioni | Stagioni | Stagioni | Anno  |      |
| Bollettino meteorologico nel parco di Yellowstone | Gen   | Feb   | Mar  | Apr  | Mag  | Giu  | Lug  | Ago  | Set  | Ott  | Nov  | Dic   | Inv      | Pri      | Est      | Aut      | Anno  |      |
| ------------------------------------------------- | ----- | ----- | ---- | ---- | ---- | ---- | ---- | ---- | ---- | ---- | ---- | ----- | -------- | -------- | -------- | -------- | ----- | ---- |
| T. max. media (°C)                                | −1,9  | 1,1   | 4,2  | 9,6  | 18,8 | 21,1 | 26,4 | 25,7 | 19,9 | 13,2 | 3,7  | −0,8  | 11,6     | −0,5     | 10,9     | 24,4     | 12,3  | 11,7 |
| T. min. media (°C)                                | −12,4 | −10,6 | −8,2 | −3,3 | 1,3  | 5,1  | 8,1  | 7,4  | 2,8  | −1,4 | −7,1 | −11,2 | −11,4    | −3,4     | 6,9      | −1,9     | −2,5  |      |
| Precipitazioni (mm)                               | 28    | 19    | 28   | 30   | 51   | 38   | 38   | 36   | 33   | 25   | 25   | 25    | 376      | 72       | 109      | 112      | 83    | 752  |
| Nevicate (cm)                                     | 37    | 26    | 33   | 15   | 3,8  | 2,0  | 0,0  | 0,0  | 1,3  | 9,4  | 23,0 | 34,0  | 97,0     | 51,8     | 2,0      | 33,7     | 184,5 |      |

## Ambiente naturale

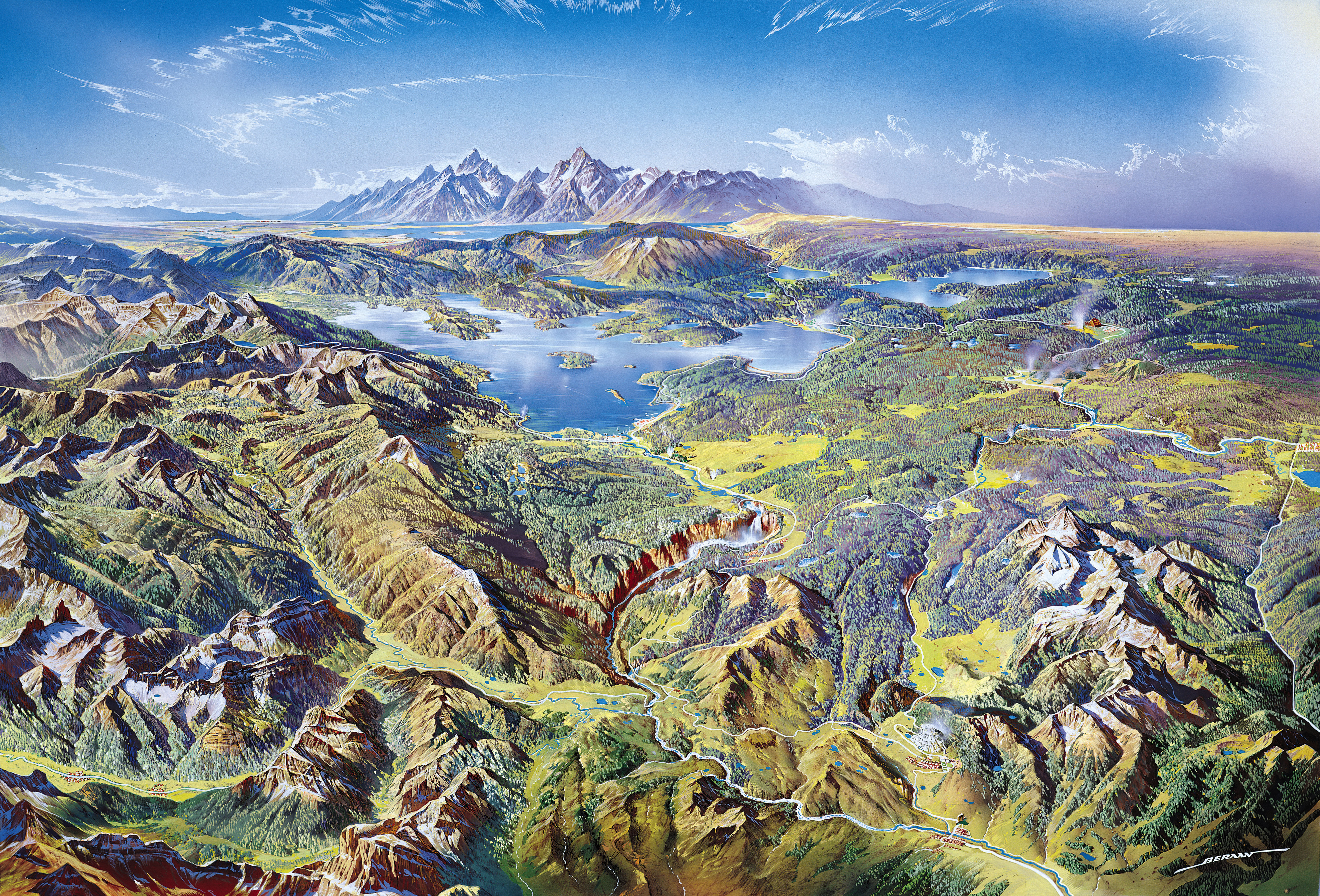
Dipinto raffigurante Yellowstone di Heinrich C. Berann

Il parco nazionale di Yellowstone rientra in un ecosistema di quasi 80 937 km² che include anche altre aree naturali protette come il parco nazionale del Grand Teton e alcune foreste nazionali. Tale bioma costituisce l'area incontaminata più estesa degli Stati Uniti al di fuori dell'Alaska ed è generalmente considerato in ottimo stato, se si confrontano altri luoghi compresi nella zona temperata dell'emisfero boreale. Grazie al programma di reintroduzione del lupo grigio avviato negli anni novanta, sono ancora presenti tutte le specie che vivevano nella regione prima che gli europei arrivassero in America.
L'80% della superficie totale di Yellowstone è coperta da foreste, mentre il resto si compone di zone umide (5% tra laghi, stagni e ruscelli) o praterie (15%). Gli ambienti naturali variano da settore a settore e dipendono da numerosi elementi: altitudine, esposizione dei pendii, ecc.
Yellowstone vanta diverse centinaia di esemplari vegetali e 186 di licheni; le specie a rischio di estinzione, per quanto riguarda la fauna, comprendono l'aquila di mare testabianca, l'orso grizzly, la lince rossa e la gru americana. Il regno animale fa registrare inoltre sette specie di ungulati, due di orso e circa 50 altri mammiferi. Sono state registrate in zona 311 specie di uccelli, 18 ittiche, sei di rettili e 4 di anfibi.

### Flora

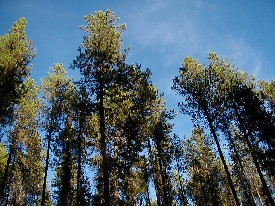
Pini contorti (Pinus contorta)

Il parco conta circa 1 700 specie autoctone tra alberi di grosso fusto, arbusti e licheni, a cui vanno aggiunte 170 specie naturalizzate. Si individuano otto specie diverse di conifere, alberi abbastanza comuni in situ e tra cui nel dettaglio primeggiano il pino contorto (Pinus contorta), ovvero il più diffuso, l'abete di Douglas (Pseudotsuga menziesii) e il pino dalla corteccia bianca (Pinus albicaulis). Il 7% di quest'ultima specie risulta attualmente affetto da un fungo, il Cronartium ribicola, che ne compromette a lungo andare l'integrità.
Le latifoglie più comuni risultano il pioppo (Populus) e il salice (Salix), mentre le foreste di acero (Acer) sono notevolmente diminuite dall'inizio del XX secolo; tuttavia, secondo uno studio dell'Università statale dell'Oregon, la reintroduzione del lupo ha limitato la popolazione di cervi e allo stesso tempo ha arginato la scomparsa di pioppi tremuli (Populus tremuloides). Gli erbivori gradiscono nutrirsi dei giovani germogli di pioppo tremulo e ne impediscono di fatto la crescita, ma se la tendenza inversa venisse davvero confermata si potrebbe ridurre l'erosione che intacca gli argini.
Sono inoltre presenti decine di specie di piante da fiore, la maggior parte delle quali sboccia tra maggio e settembre. L'Abronia ammophila è una pianta da fiore molto rara (circa 8 000 esemplari) che cresce sulle rive sabbiose del lago Yellowstone. Le piante invasive minacciano le specie autoctone in quanto prosciugano le risorse nutritive. Presenti principalmente nelle zone più frequentate dai turisti, i funzionari del parco impiegano molto tempo ed energie per evitare che esse si diffondano e intacchino l'integrità dell'ecosistema.

### Fauna
Il parco di Yellowstone ospita una sessantina di specie di mammiferi, tra cui spiccano il lupo grigio (Canis lupus), l'orso grizzly (Ursus arctos horribilis), la lince rossa (Lynx rufus), il puma (Puma concolor), il bisonte americano (Bison bison), l'orso nero (Ursus americanus), il wapiti (Cervus elaphus canadensis), il cervo mulo (Odocoileus hemionus), l'alce (Alces alces), l'antilocapra (Antilocapra americana), la pecora Bighorn (Ovis canadensis) e la capra delle nevi (Oreamnos americanus).

#### Reintroduzione del lupo

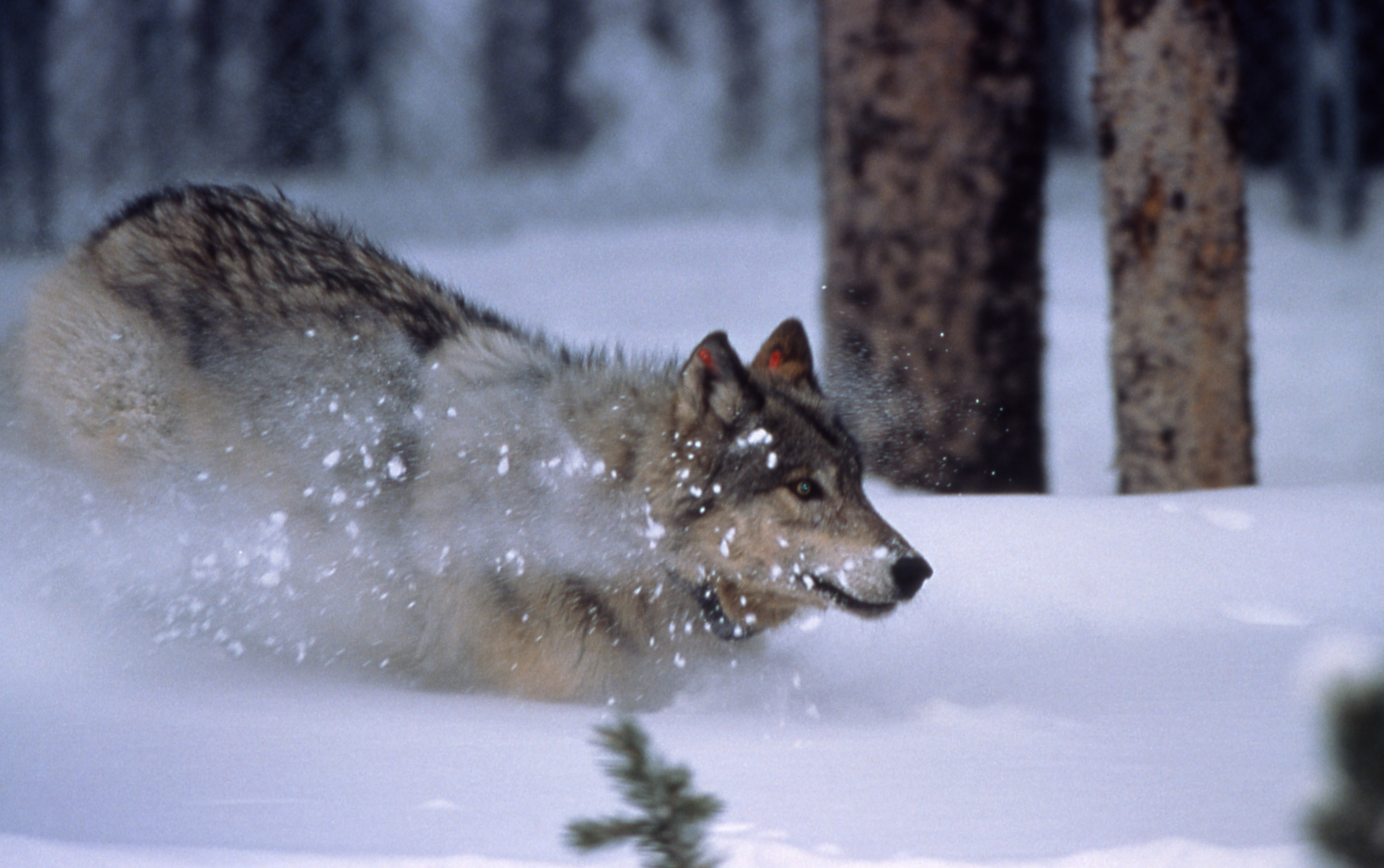
Lupo grigio nordoccidentale (Canis lupus occidentalis) nel parco di Yellowstone

All'inizio del Novecento, il coyote (Canis latrans) divenne uno dei principali predatori, ma non essendo in grado di uccidere erbivori più grandi quali i wapiti e le alci questi animali di grossa taglia cominciarono a minacciare l'equilibrio dell'ecosistema in virtù del loro numero troppo elevato. Nel 1914, il Congresso degli Stati Uniti approvò una legge che autorizzava l'eliminazione di animali che nuocevano all'agricoltura, inclusi lupi e cani della prateria (Cynomys). Nel 1926, la specie scomparve da Yellowstone e solo diversi decenni successivi, nel 1973, si emanò una legge che indicava il canide come animale protetto.
A seguito di un progetto approvato nel 1977, 14 esemplari di lupo grigio nordoccidentale (Canis lupus occidentalis) catturati in Canada andarono reintrodotti nel parco dopo che la specie si era estinta in zona dal 1926. Nel 1995, il piano è proseguito a Yellowstone e col tempo il numero ha cominciato a crescere, tanto che nel 2001 si contavano circa 130 capi. Uno studio del 2005 contava 13 branchi di lupi e 118 solitari nel parco, per un totale di 326 in tutta la regione. Queste cifre, inferiori al 2004, si spiegavano per via della migrazione dei lupi verso altre regioni. Quasi tutti gli attuali individui discendono da quei 66 reintrodotti nel 1995-1996 e nel 2015 se ne contavano 95 divisi in 11 branchi. Nel 2017 viene stimata una popolazione vitale nel parco intorno ai 100 esemplari suddivisi in 10 branchi.
L'introduzione del lupo, in concomitanza con altre cause,spiega in parte il dimezzamento della popolazione di wapiti tra il 1995 e il 2005, mentre invece il totale degli alci è cresciuto sia pur in modo lieve. Insieme ad alberi e cespugli sono tornati anche frutti di bosco e insetti, capaci di attrarre nel parco diverse specie ornitologiche. Ha fatto inoltre di nuovo la sua comparsa, ad esempio, il castoro americano (Castor canadensis), di cui si erano perse le tracce, e le dighe da loro realizzate hanno attratto anche lontre (Lontra canadensis), topi muschiati (Ondatra zibethicus) e altri roditori, oltre a varie specie di rettili. Si è assistito a una riduzione dei gruppi di coyote e come risultato, ratti grigi (Rattus norvegicus) e lepri scarpa da neve (Lepus americanus) sono aumentati, attirando nel parco anche volpi rosse (Vulpes vulpes), donnole (Mustela frenata), tassi argentati (Taxidea taxus) e poiane ferruginose (Buteo regalis). Infine, anche la popolazione delle aquile reali (Aquila chrysaetos) ha sperimentato una fase di crescita, per via delle nuove prede disponibili.
A ogni modo, i lupi sono ora temuti dagli allevatori di bestiame, dubbiosi della minaccia costituita dai potenziali attacchi agli animali domestici. Tra il 1995 e il 2001, i lupi hanno ucciso 12 mucche e 50 pecore nella regione; i proprietari di ranch avevano diritto a ricevere un risarcimento, anche se spesso, come richiedeva la legge, risultava difficile provare che fossero stati i lupi gli autori dell'uccisione piuttosto che i coyote o i cani di prateria. La reintroduzione in generale si considerò un'operazione terminata con successo, ragion per cui il Servizio statunitense dedicato alla pesca e alla conservazione della fauna selvatica aveva rimosso il lupo dall'elenco delle specie in via di estinzione, circostanza che consente di comprendere come mai agli allevatori sia consentito abbattere gli animali che predano le mandrie. Sotto la pressione delle organizzazioni ambientaliste, il lupo grigio tornò di nuovo tra le specie protette dal 14 ottobre 2008 in tre Stati a nord delle Montagne Rocciose (Montana, Wyoming e Idaho). Alla fine del 2008, gli Stati a nord delle Montagne Rocciose ospitavano più di 1 645 lupi suddivisi in 217 branchi.
Attualmente la gestione degli esemplari che si avvicinano alle persone comprende la dissuasione con proiettili di gomma, un esemplare che aveva squartato uno zaino di escursionisti e uno che inseguiva un ciclista sono stati abbattuti.

#### Bisonti

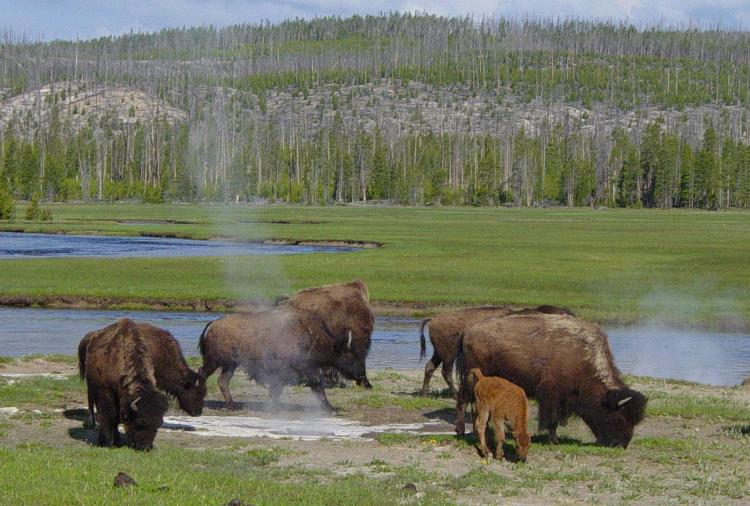
Bisonti americani (Bison bison) pascolano vicino a una sorgente termale

Il parco costituisce un autentico santuario per i bisonti, presenti sin dalla Preistoria e recentemente salvati dall'estinzione. Nel 1902, a Yellowstone si contavano meno di 50 capi, mentre il totale era salito a ben 3 000 nel 1998, arrivando infine ai circa 4 000 nel parco. Ogni anno, circa 90 di questi grandi mammiferi muoiono investiti da automobili, provocando tra l'altro seri danni alle carrozzerie o, in alcuni casi, anche agli occupanti.
I gestori di ranch e gli allevatori locali temono la contaminazione delle loro mandrie di bestiame da parte dei bisonti. Circa la metà di questi grandi animali risulta esposta alla brucellosi, un batterio di origine europea che causa aborti spontanei nei bovini ed è trasmissibile all'uomo causando febbri intermittenti. Malgrado le paure, la malattia ha causato pochi problemi tra i bisonti di Yellowstone, tanto che fino a oggi non è stato segnalato alcun caso di trasmissione dal bisonte al toro. Il servizio di ispezione per la salute degli animali e delle piante (APHIS) ha stabilito che il bisonte potrebbe costituire una fonte di infezione in Wyoming e Dakota, proprio come l'alce, se positiva, potrebbe trasmetterla ai cavalli.
Al fine di prevenire il calo delle mandrie, i dipendenti costringono i bisonti che si avventurano fuori a tornare al parco, non disdegnando soluzioni estreme. Durante l'inverno 1996-1997, 1 079 bisonti che avevano lasciato la zona vennero abbattuti. Gli attivisti per i diritti degli animali considerano questa pratica crudele e ripetono che il rischio di contaminazione del bestiame rimane basso. Sottolineano inoltre che i pascoli nella regione sono stati ridotti a favore dell'allevamento. L'APHIS, dal canto suo, afferma che la brucellosi potrebbe essere eradicata tra gli animali di Yellowstone attraverso una vaccinazione di massa. Tuttavia, questo metodo risulterebbe già a priori, tanto che i gestori del parco hanno pianificato eventuali zone di quarantena per isolare le mandrie contagiate in caso di infezione. Nel 2015, il parco di Yellowstone ha pianificato la macellazione di 1 000 bisonti al fine di ridurre il flusso migratorio.

#### Altri mammiferi

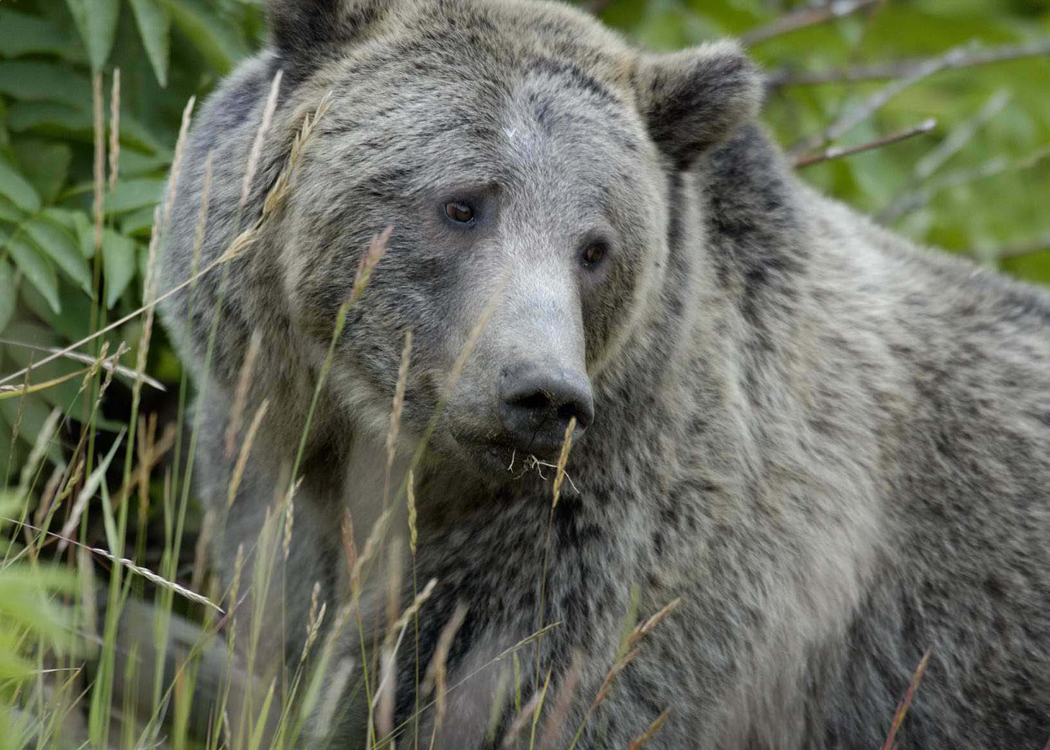
I grizzly di Yellowstone "presentano livelli di piombo nel sangue più alti di quelli considerati sicuri nell'uomo". L'intossicazione da piombo è stata oggetto di studio

Il parco ospita diverse altre specie animali tipiche del continente nordamericano, come il cervo dalla coda bianca (Odocoileus virginianus), la pecora Bighorn (Ovis canadensis), la marmotta dal ventre giallo (Marmota flaviventris), la volpe rossa (Vulpes vulpes), il procione comune (Procyon lotor), lo scoiattolo rosso (Sciurus vulgaris) e il pica americano (Ochotona princeps).
Nel 2007, l'orso grizzly (Ursus arctos horribilis), forse il simbolo principale della zona protetta, è scomparso dall'elenco delle specie in via di estinzione nel parco di Yellowstone. Gli esemplari, stimati tra 136 e 312 nel 1975, superavano i 500 se faceva riferimento al Greater Yellowstone Ecosystem, con ricerche successive che ne indicavano un numero approssimativo di 150 individui nei confini esclusivi del parco.
Alcuni temevano che questo declassamento avrebbe portato ad autorizzazioni di caccia per il grosso animale ponendolo ancora una volta a rischio, tanto che gruppi di ambientalisti e tribù di nativi americani hanno intentato una causa contro lo Stato al fine di bloccare il procedimento, vincendo dopo poco più di un decennio di processi: a metà del 2019, il Servizio statunitense dedito alla tutela della pesca e alla conservazione della fauna (FWS) ha dovuto reinserire il grizzly nell'elenco delle specie in via di estinzione con riferimento al parco di Yellowstone e ai suoi dintorni a seguito di una sentenza emessa nel settembre del 2018.
Due senatori repubblicani del Wyoming, Mike Enzi e Liz Cheney, hanno comunque presentato delle rimostranze nel 2020, sostenendo la necessità di autorizzare nuovamente la caccia ai grizzly, in quanto la popolazione di orsi a Yellowstone si era ripresa in modo soddisfacente. Non vanno dimenticati tra i plantigradi i più di 600 orsi neri (Ursus americanus) che vivono in zona.
Nessuna lince rossa (Lynx rufus) è stata osservata direttamente a Yellowstone dal 1998, anche se l'analisi del DNA di alcuni peli ritrovati nel 2001 ha confermato che il felino attraversa il parco. Nel 2003, sono state identificate tracce di una femmina e del suo cucciolo, nonché degli escrementi. Intorno al 2005, si contavano circa 25 puma (Puma concolor): i primi avvistamenti dopo la loro scomparsa alla fine del XIX secolo risalivano al 1972. Anche il ghiottone (Gulo gulo) è molto raro ed essendo di per sé una specie abbastanza schiva il numero di esemplari presenti a Yellowstone risulta sconosciuto.
Il totale di wapiti in loco è stimato intorno a 30 000 nel grande ecosistema di Yellowstone, ma i gruppi stanziatisi a nord sono notevolmente scesi di numero per via della reintroduzione del lupo nel 1995. A sud, gli erbivori tendono a trascorrere l'inverno nel National Elk Refuge, appena a sud del parco nazionale del Grand Teton, dando origine alla migrazione di mammiferi più vasta degli USA al di fuori dell'Alaska. Le attività economiche e gli insediamenti umani interrompono la migrazione delle antilocapre (Antilocapra americana) nella regione di Yellowstone; il numero di capi stimati risulta compreso tra 200 e 300.

#### Uccelli, rettili, anfibi e pesci
311 specie di uccelli si trovano a Yellowstone e metà di loro nidificano lì. Nel 1999, si registravano 26 coppie di aquile di mare testabianca (Haliaeetus leucocephalus). La gru americana (Grus americana) resta un animale estremamente raro e sfuggente in zona, oltre a essere ancora adesso in via di estinzione. Tra gli altri volatili non si devono tralasciare la strolaga maggiore (Gavia immer), il falco pescatore (Pandion haliaetus), la moretta arlecchino (Histrionicus histrionicus), il falco pellegrino (falco peregrinus), il marangone dalla doppia cresta (Phalacrocorax auritus), il cigno trombettiere (Cygnus buccinator), il pellicano bianco americano (Pelecanus erythrorhynchos), il gufo della Virginia (Bubo virginianus), la poiana di Swainson (Buteo swainsoni), il picchio villoso (Leuconotopicus villosus), il picchio dorato (Colaptes auratus), la parula di Wilson (Cardellina pusilla), il merlo acquaiolo americano (Cinclus mexicanus) e il picchio nucarossa (Sphyrapicus nuchalis).
Tra le sei specie di rettili ammirabili si possono menzionare serpenti appartenenti al genere Crotalus e la tartaruga palustre dipinta (Chrysemys picta), mentre tra le quattro specie di anfibi si annovera la Pseudacris maculata e tre salamandre. 18 diverse specie ittiche vivono nei vari corsi e specchi d'acqua di Yellowstone. Dal 2001, i praticanti della pesca sportiva devono rilasciare quanto catturato in fiumi o laghi.

#### Batteri

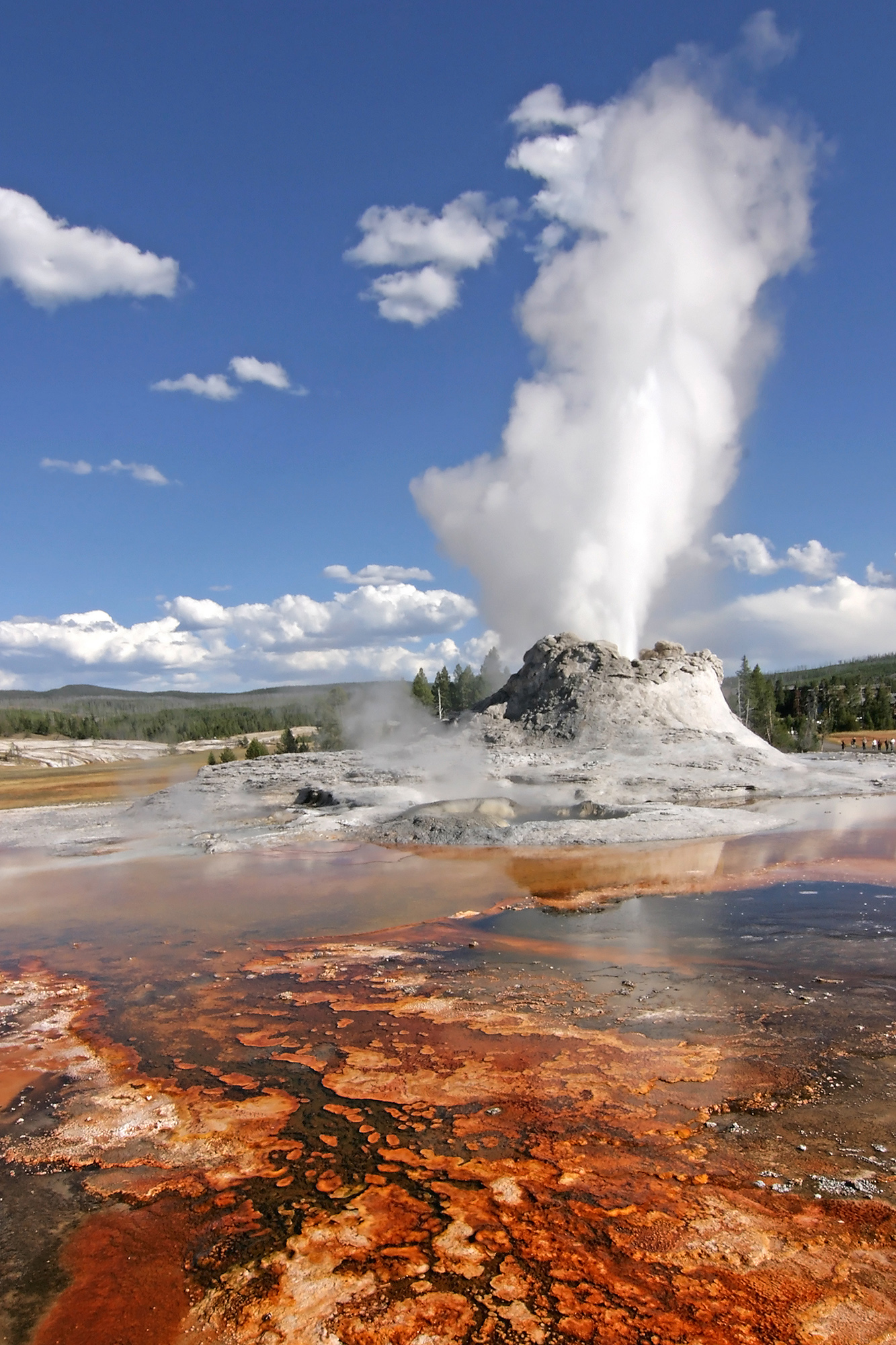
Il geyser Castle

I batteri termofili e i cianobatteri che vivono intorno ai geyser e alle sorgenti termali locali hanno colori che variano dal blu al giallo al rosso. Meno dell'1% dei microrganismi del parco sono stati finora identificati e alcuni di essi vivono in condizioni estreme. Si pensi ad esempio all'ambiente acido e caldo (70 °C) del Norris Geyser Basin.
I batteri che circondano le sorgenti termali formano comunità costituite di miliardi di microorganismi, alcuni dei quali tra i più primitivi esseri viventi del pianeta. Per molto tempo, i ricercatori hanno pensato che i batteri avessero un qualche nesso nella loro dieta con lo zolfo; in realtà, nel 2005, gli scienziati dell'Università del Colorado a Boulder hanno dimostrato il ruolo dei batteri nella produzione dell'idrogeno.
Il Thermus aquaticus è un batterio termofilo descritto da Thomas D. Brock nel 1969. L'organismo vivente è divenuto famoso nel campo della biologia molecolare dopo la sensazionale invenzione di Kary Mullis, la reazione a catena della polimerasi (PCR), che ha rivoluzionato il modo di fare ricerca in questo e in molti altri settori e che portò l'eccentrico scienziato al Premio Nobel per la chimica nel 1993. Gli scienziati stanno studiando altri batteri trovati a Yellowstone nella speranza di trovare nuovi rimedi e trattamenti medicinali.

## Turismo

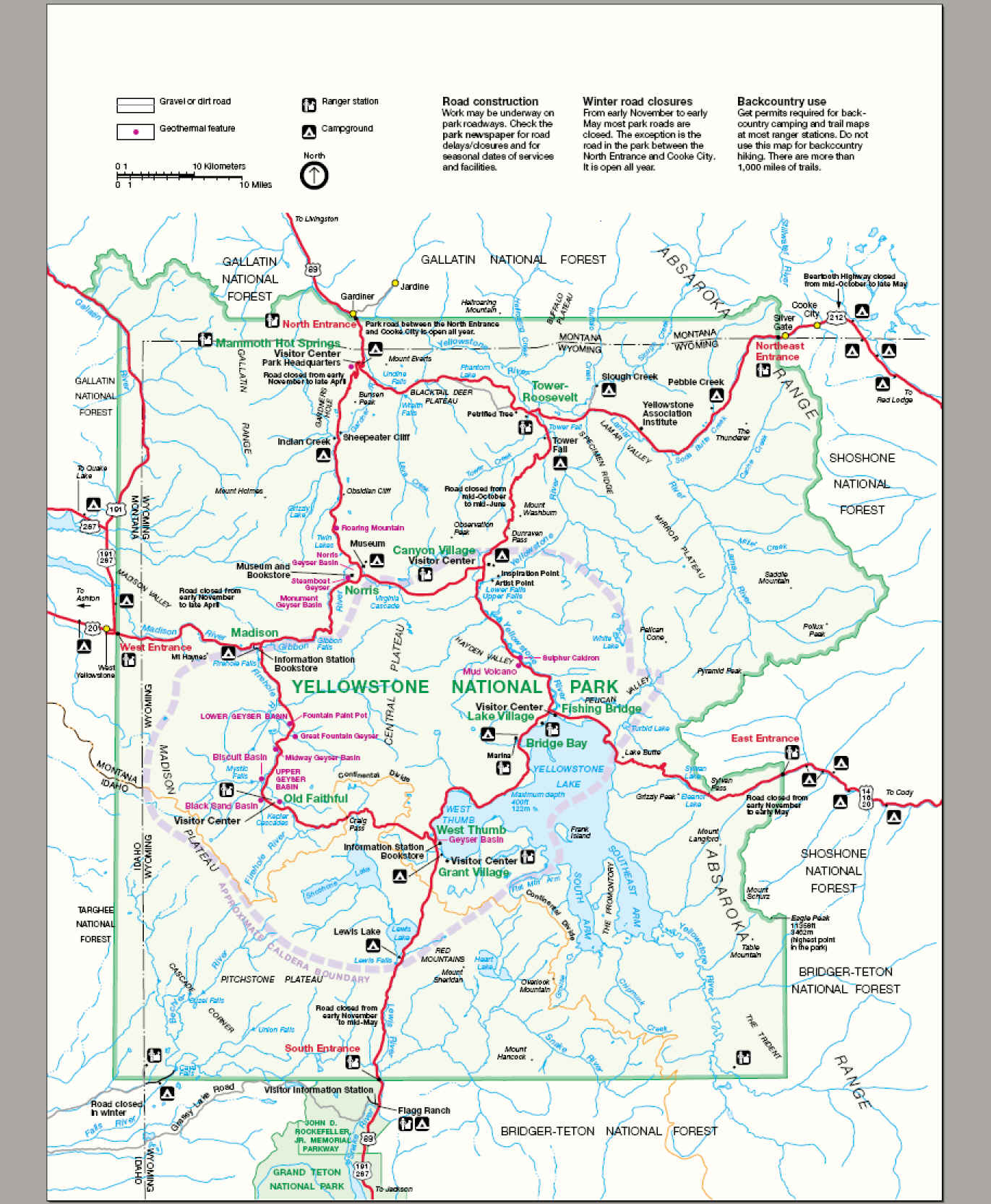
Mappa turistica di Yellowstone

Yellowstone è uno dei parchi nazionali più famosi degli USA, se non il più celebre. Dalla metà degli anni sessanta, il parco nazionale di Yellowstone ha ricevuto sempre più di due milioni di visitatori ogni anno soprattutto estivi, con un dato sempre superiore ai quattro dal 2015 al 2020 (in quest'ultimo anno, per via della pandemia di COVID-19, se ne sono registrati 3 806 305). Il parco dunque continua a conservare il suo fascino e a stimolare la curiosità di cittadini statunitensi e no, malgrado dal 2020 siano in vigore norme restrittive volte a prevenire contagi dovuti alla pandemia di COVID-19. 
Tra di esse rientra l'obbligo di utilizzare la mascherina in luoghi chiusi, l'obbligo di vaccinazione, il numero di poste limitati in aree di campeggio e la chiusura di alcune tratte escursionistiche in genere particolarmente sovraffollate. Dei visitatori giunti a Yellowstone, una discreta percentuale (20%) è europea e porta alle casse locali ogni anno 80 milioni di dollari (2001). Durante l'estate, 3 700 persone lavorano nel parco per accogliere i clienti, con gli albergatori che gestiscono nove hotel per un totale di 2 238 camere. Si occupano altresì del mantenimento dei distributori di benzina, dei negozi e dei campeggi. 800 dipendenti in più lavorano stagionalmente o permanentemente per il National Park Service.
I turisti vengono ad ammirare geyser, fumarole, sorgenti termali, ampi canyon, foreste e natura incontaminata, nonché il grande lago. Si praticano gite in kayak, escursionismo, pesca, birdwatching o sci di fondo. Per quanto riguarda l'osservazione dei grandi mammiferi come il bisonte, si giunge soprattutto in inverno e primavera: lo stesso vale per ammirare alci, wapiti e pecore Bighorn. L'avvistamento di predatori quali coyote, lupi e puma risulta più raro e, inoltre, maggiormente pericoloso, tanto che le autorità del parco impongono il rispetto delle distanze di sicurezza per l'osservazione della fauna del posto, al fine di ridurre il rischio di incidenti sia per i visitatori sia per gli animali. 
La distanza è di 91 metri per lupi e orsi, 23 metri per tutti gli altri animali. Il record di aggressioni compiute verso turisti è detenuto dai bisonti, con i pericoli maggiori rappresentati da questi animali che risultano la velocità (fino a tre volte maggiore a quella di un uomo) e la grossa imprevedibilità in branco o in presenza di cuccioli. Le raccomandazioni rivolte dall'ente gestore incentivano i turisti a non nutrire la fauna, a mantenere la dovuta distanza da essa per evitare di farla abituare alla presenza umana e a rispettare regole di buon senso come il non lasciare rifiuti in giro per il parco, specialmente contenenti cibo, e il non avvicinarsi eccessivamente ai geyser o ad altri siti di interesse geotermico.
Inoltre, il parco di Yellowstone vanta un significativo patrimonio storico, con oltre mille siti di cui sei riconosciuti come monumenti di rilevanza storica (National Historic Landmarks), collezioni per un totale di 200 000 oggetti tra rappresentazioni artistiche, etnografiche e archeologiche. Il National Park Service gestisce nove musei e centri visitatori, oltre a essere responsabile di 2 000 costruzioni storiche e altro. Uno di questi hotel, l'Old Faithful Inn, è stato nominato punto d'interesse storico nel 1987. L'alloggio, ultimato tra il 1903 e il 1904, ospita un tour storico che parte da Fort Yellowstone e descrive la storia del parco e del NPS. Fuochi, escursioni guidate e tour interpretativi sono presenti in molti luoghi, soprattutto in estate.
I luoghi più interessanti e frequentati sono collegati dalla Grand Loop Road, una strada che attraversa tutta la riserva. Le vie tornano operative durante i periodi climatici più favorevoli, vale a dire in primavera ed estate, mentre solo poche sono accessibili ai veicoli attrezzati per la neve tra metà dicembre e inizio marzo. Si contano circa 500 km di percorsi asfaltati e cinque ingressi per accedere; il costo all'ingresso, valido per una settimana, varia a seconda del veicolo. Si prevede infatti il pagamento di 35 $ per un'auto personale e non aziendale, 20 per un escursionista o un ciclista e 30 per chi intende procedere con una motocicletta o una motoslitta.
I biglietti d'ingresso consentono altresì di visitare il parco del Grand Teton, situato appena fuori a sud di Yellowstone. Non esistono invece mezzi pubblici attivi, ma alcune compagnie forniscono comunque la possibilità di eseguire visite guidate motorizzate. In inverno, i rivenditori organizzano escursioni in motoslitte e Terra Bus. Le strutture di Old Faithful, di Canyon e delle sorgenti calde di Mammoth sono molto affollate in estate. Gli ingorghi causati da lavori stradali o la presenza di fauna selvatica lungo i cammini possono causare prolungati tempi di attesa in coda.
Esistono più di 2 000 piazzole idonee per il campeggio in 12 aree apposite, attività praticabile anche nelle foreste che circondano la zona protetta e nel Grand Teton. I campeggi isolati sono accessibili anche a piedi o a cavallo, ma richiedono un permesso apposito. In totale, vi sono 1 770 km percorribili da pedoni, ciclisti o cavalieri. Il parco non è considerato meta gradita agli alpinisti a causa dell'instabilità delle rocce vulcaniche, le quali rappresentano un pericolo nelle operazioni di scalata. Gli animali devono essere tenuti al guinzaglio e la loro presenza è accettata solo in aree ben delimitate vicino alle strade. Intorno ai geyser, sono stati costruiti pontili in legno per garantire l'accesso ai visitatori e per facilitarlo ai disabili. Una clinica gestita dal NPS fornisce il primo soccorso tutto l'anno.

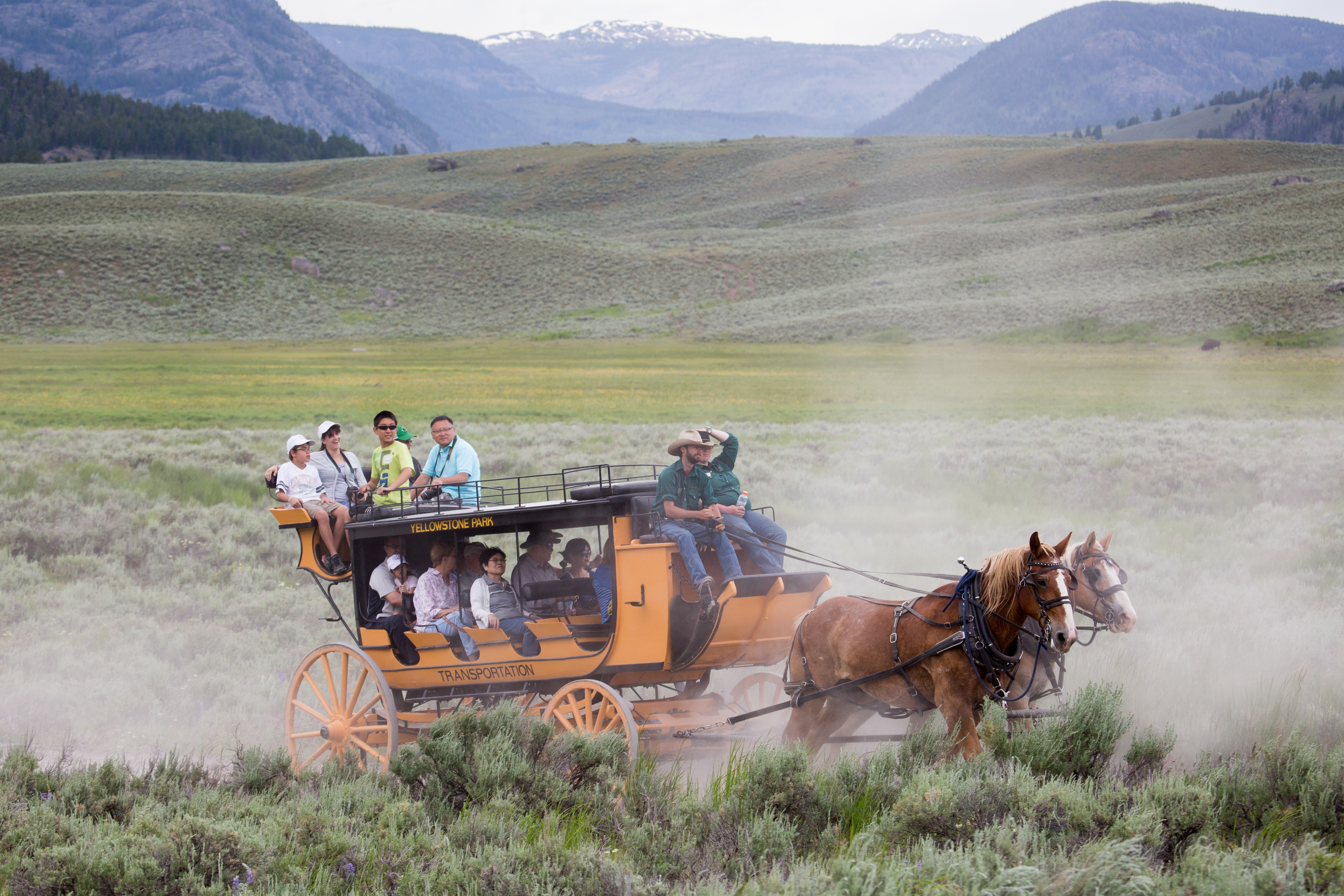
Diligenza turistica nei pressi del Roosevelt Lodge

La caccia è vietata, mentre è autorizzata nei boschi circostanti durante la stagione venatoria. La pesca è invece possibile a condizione di avere un permesso rilasciato dal personale del parco. È vietato navigare sui fiumi, con l'eccezione dei veicoli non motorizzati su una porzione di 8 km del fiume Lewis. Il lago Yellowstone dispone di un porto turistico che lo rende una destinazione popolare per gli appassionati di sport acquatici.
Altre aree protette della regione sono le foreste nazionali di Caribou-Targhee, di Gallatin, di Custer e di Shoshone. A nord-est del parco, è possibile raggiungere tramite le strade asfaltate i monti Beartooth. La città di Salt Lake City si trova a circa 500 km a sud del parco ed è la maggiore conurbazione più vicina al parco.

## Nella cultura di massa
Yellowstone appare al centro di varie opere, non ultime quelle cinematografiche e letterarie. Già nel 1959, la pellicola La guida indiana era ambientata nella valle della zona protetta. Il vero parco ha ispirato quello fittizio di "Jellystone", in cui vive l'orso dei cartoni animati Yoghi creato da William Hanna e Joseph Barbera. Nel film 2012, invece, tra i tanti fenomeni catastrofici che avvengono nel Nord America, viene anche mostrata l'eruzione del supervulcano posto sotto il parco di Yellowstone.
La serie animata Tatonka è ambientata nel parco dello Yellowstone, il quale è altresì al centro della storia di Tex del 2011 I trappers di Yellowstone, incentrata sulle circostanze che portarono alla sua istituzione. Una serie televisiva statunitense western del 2018 è stata creata da Taylor Sheridan e John Linson. La serie TV intitolata Yellowstone del 2018 segue le vicende della famiglia Dutton, proprietaria di un ranch nel Montana alle porte della zona protetta.

## Galleria d'immagini

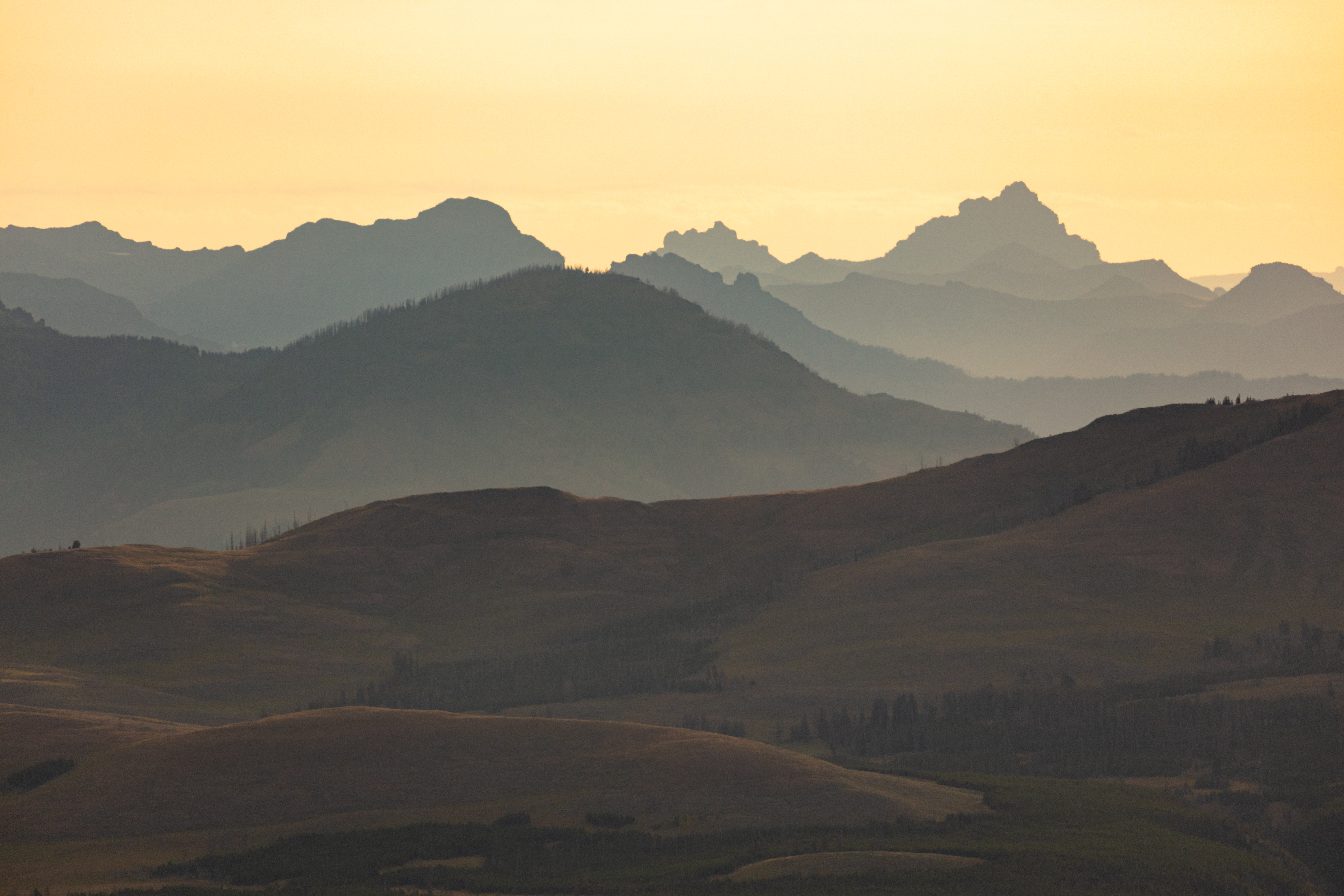
Alba presso la catena montuosa di Absaroaka
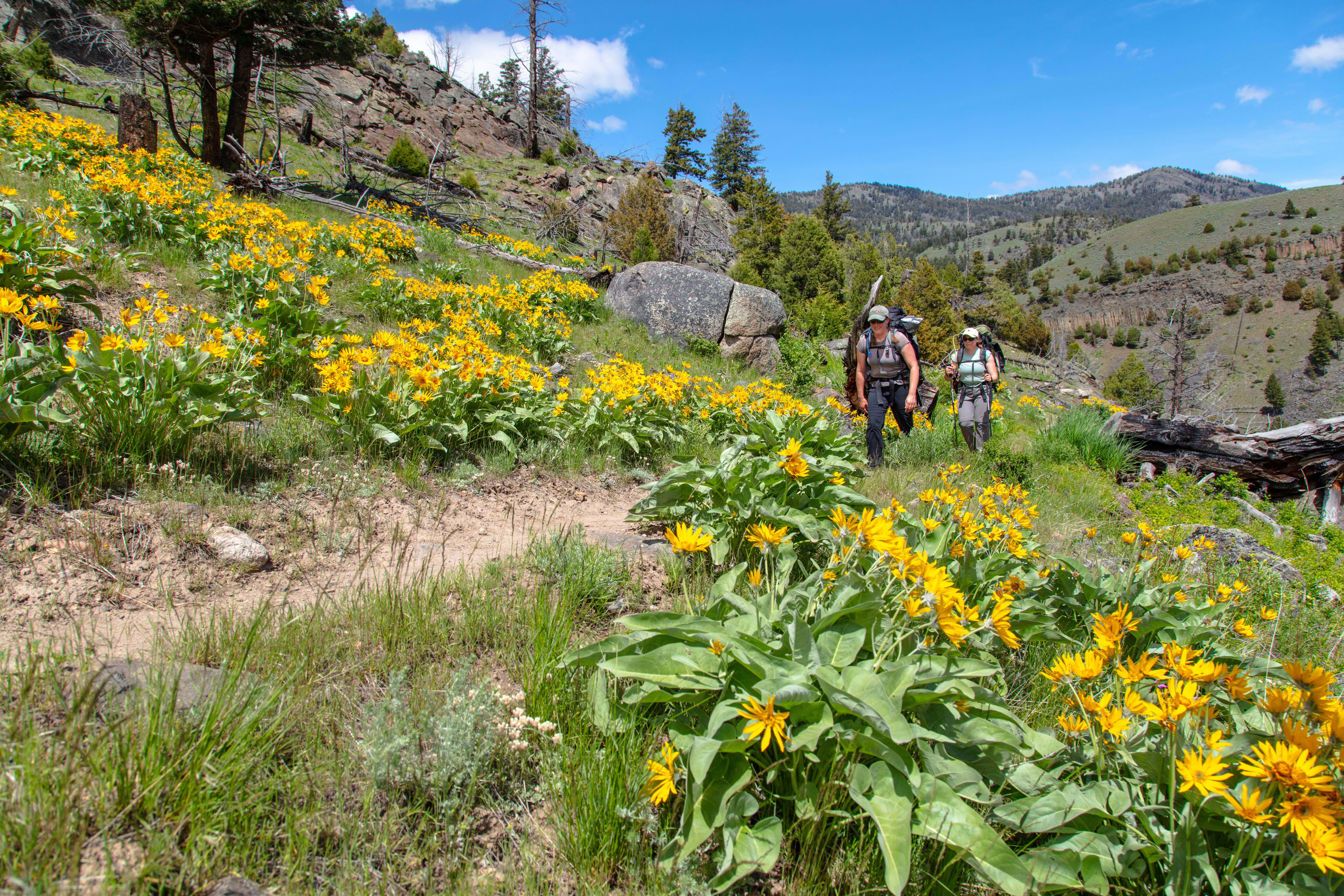
Scorcio del Blacktail Deer Creek Trail
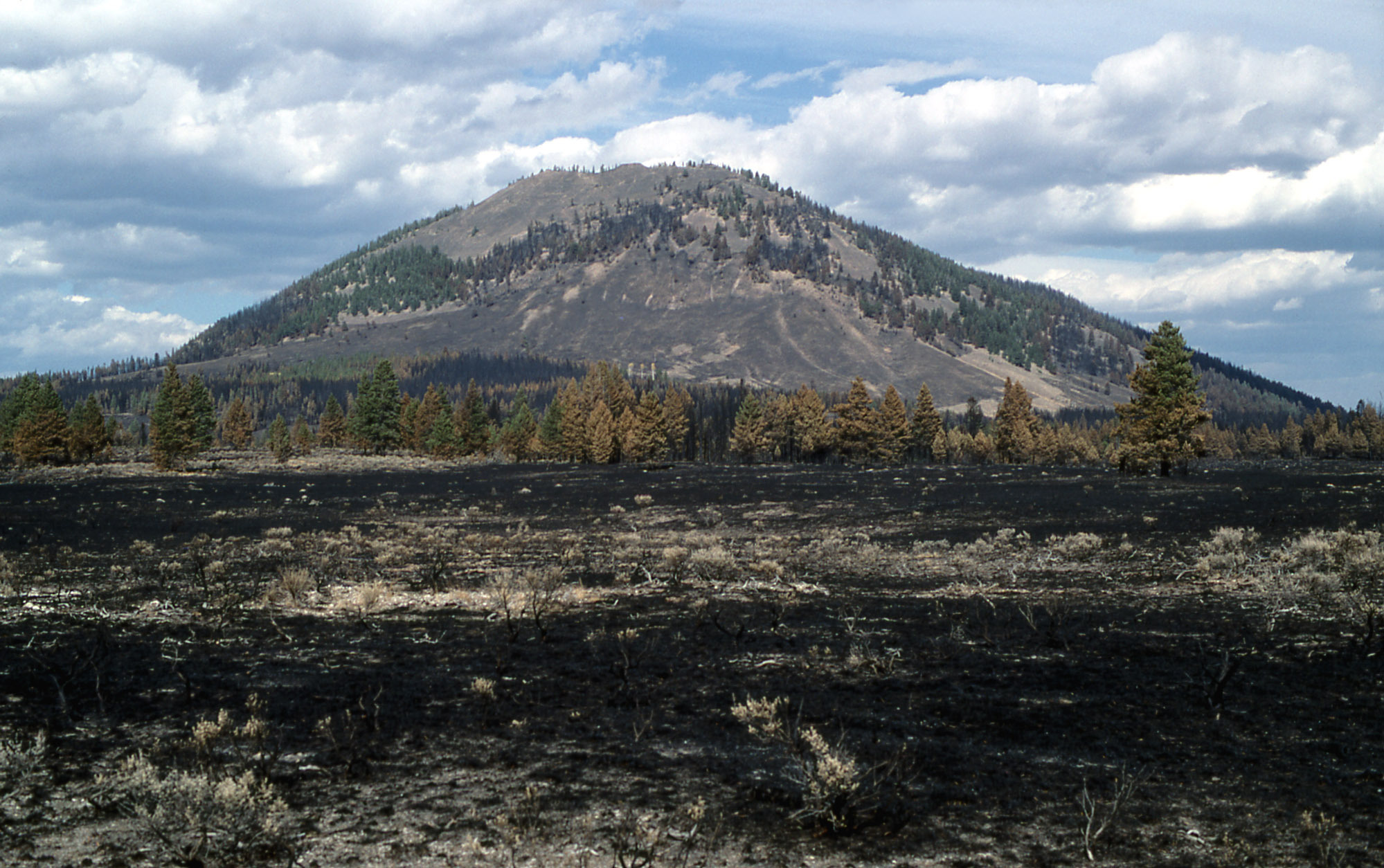
Una delle aree del parco incendiate ripresa dopo il 1988
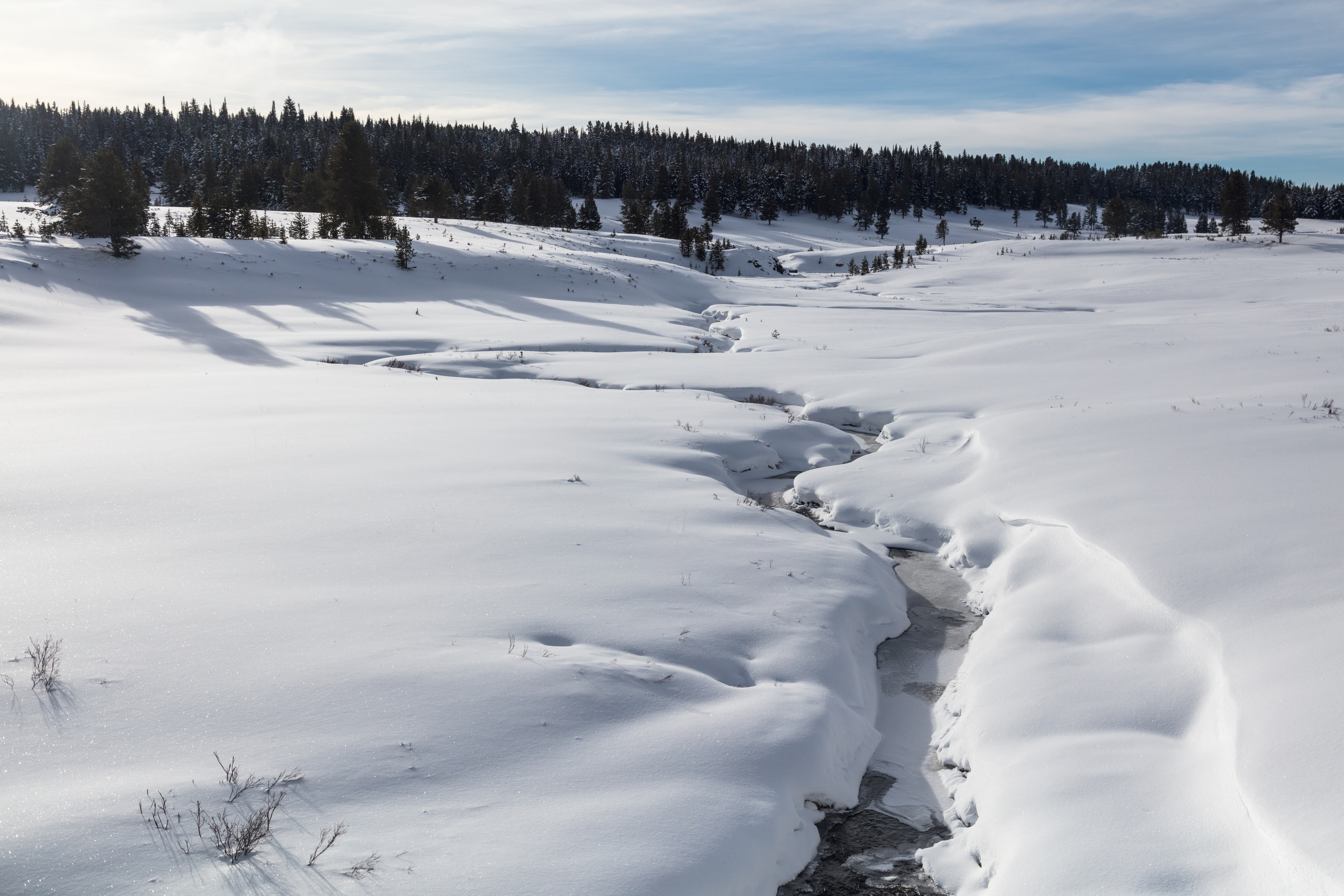
Il torrente Cascade in inverno
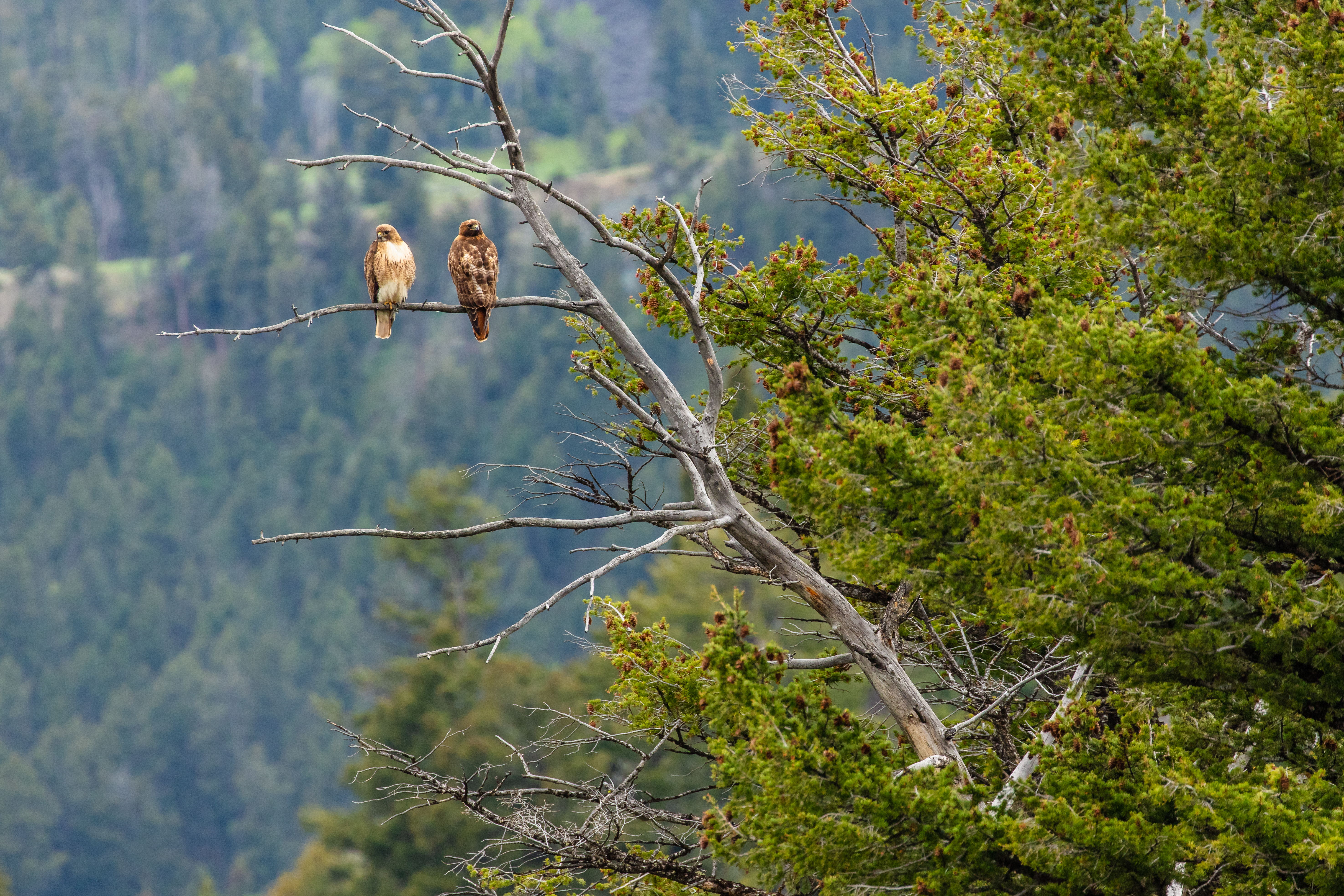
Coppia di poiane della Giamaica (Buteo jamaicensis)
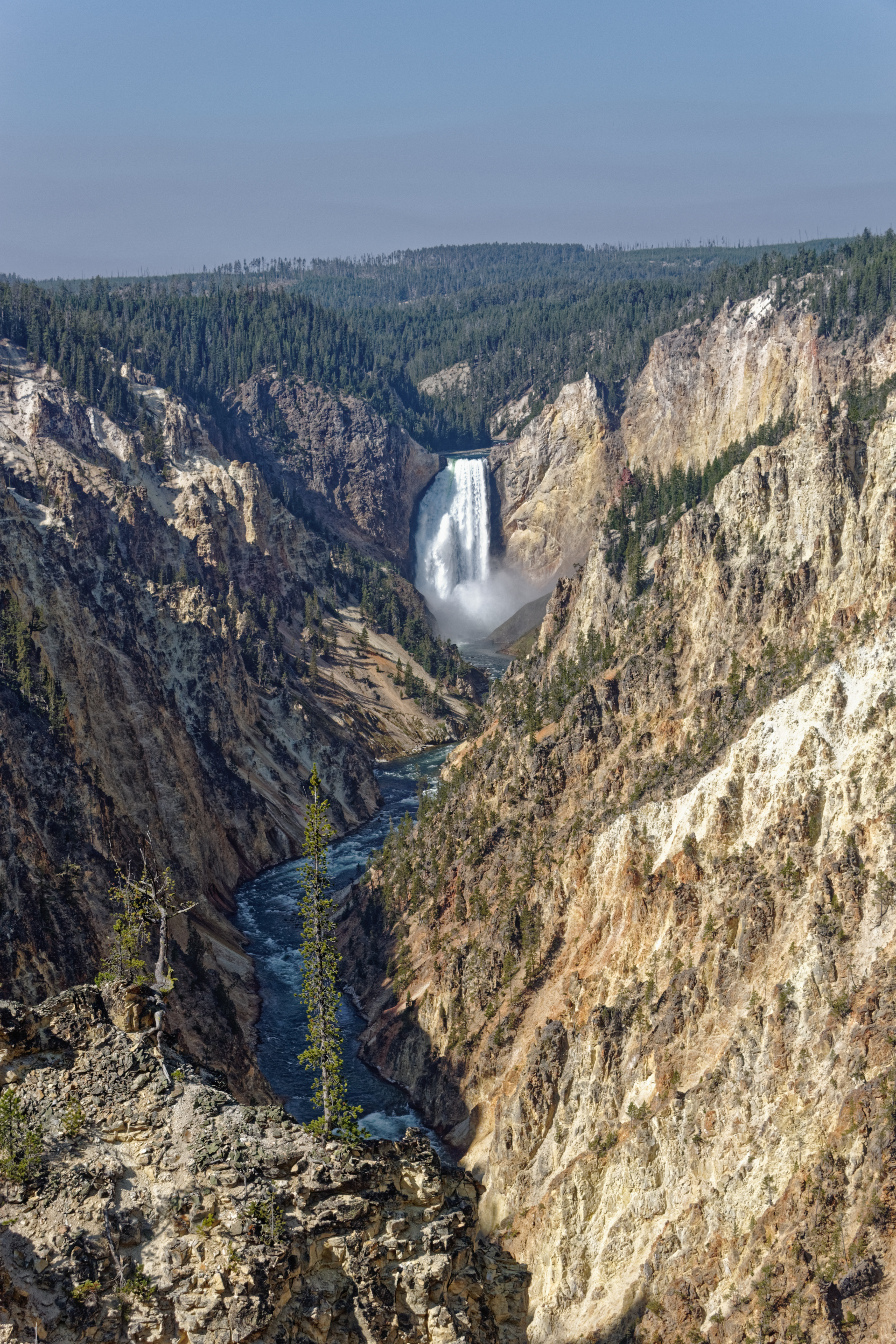
Arist Point visto dal canyon dello Yellowstone
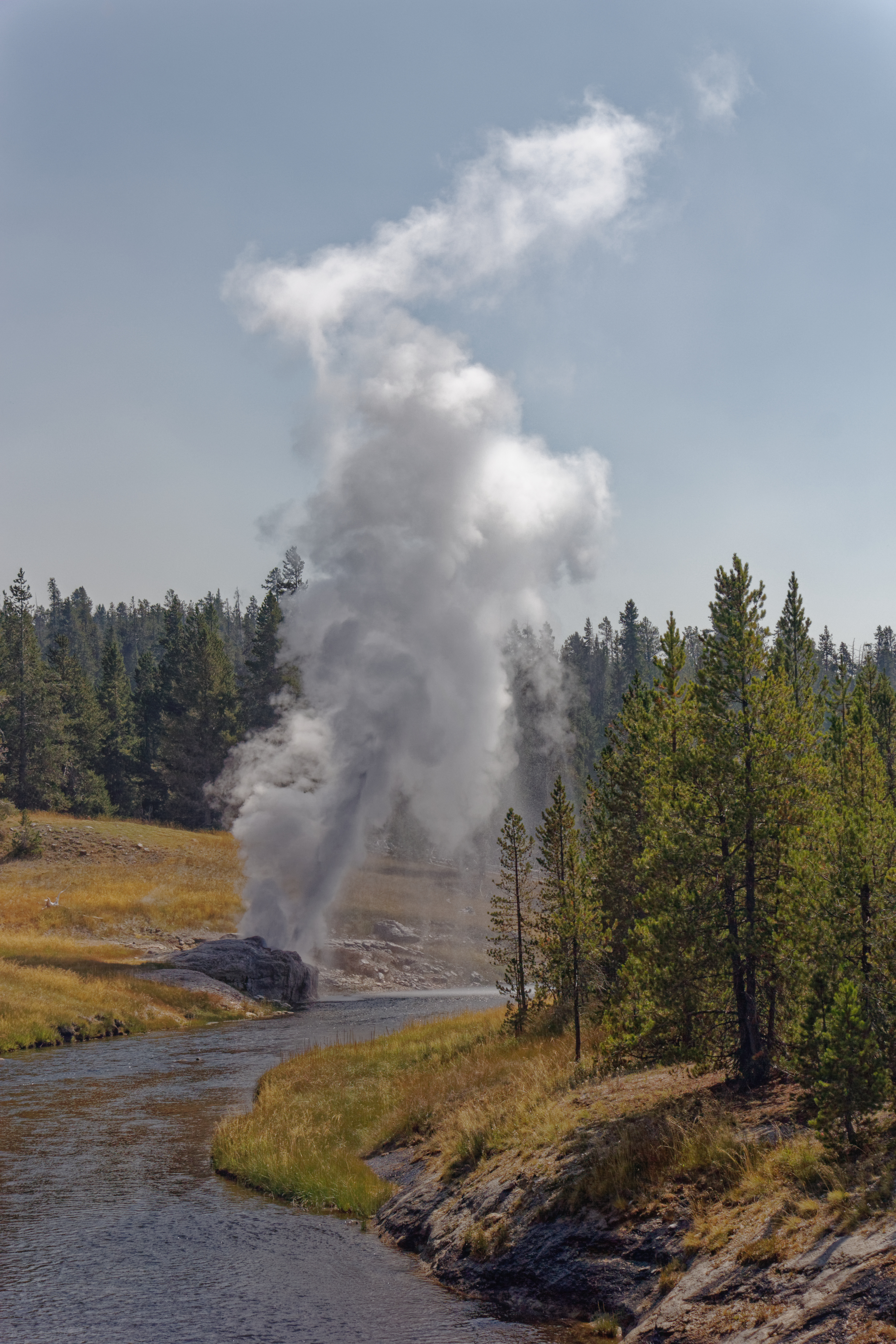
Il geyser Riverside e il fiume Firehole
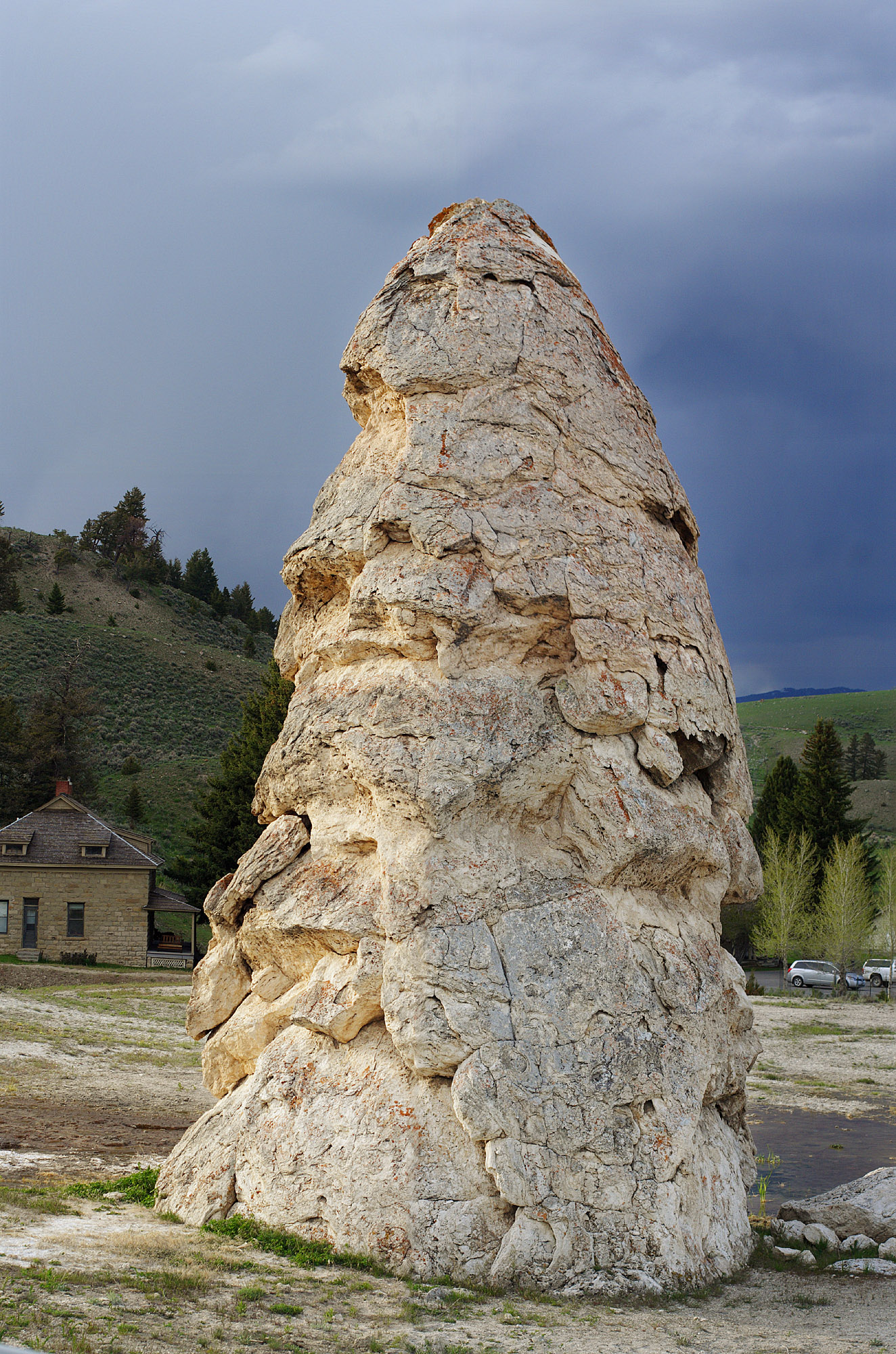
Il Liberty Cap, un cono calcareo alto 11 metri che forse fu il cratere di un geyser
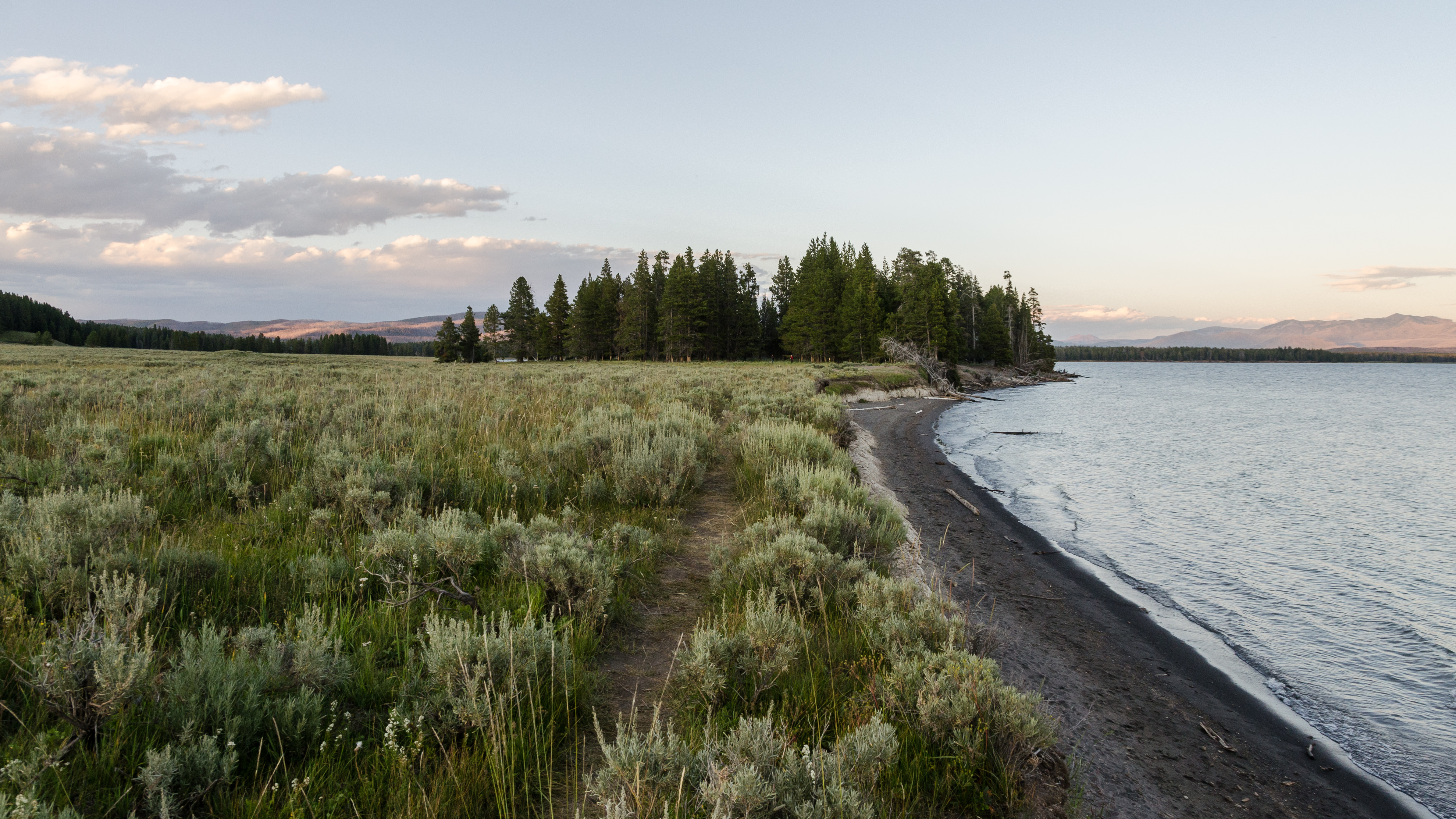
Il lago Yellowstone e un boschetto di conifere
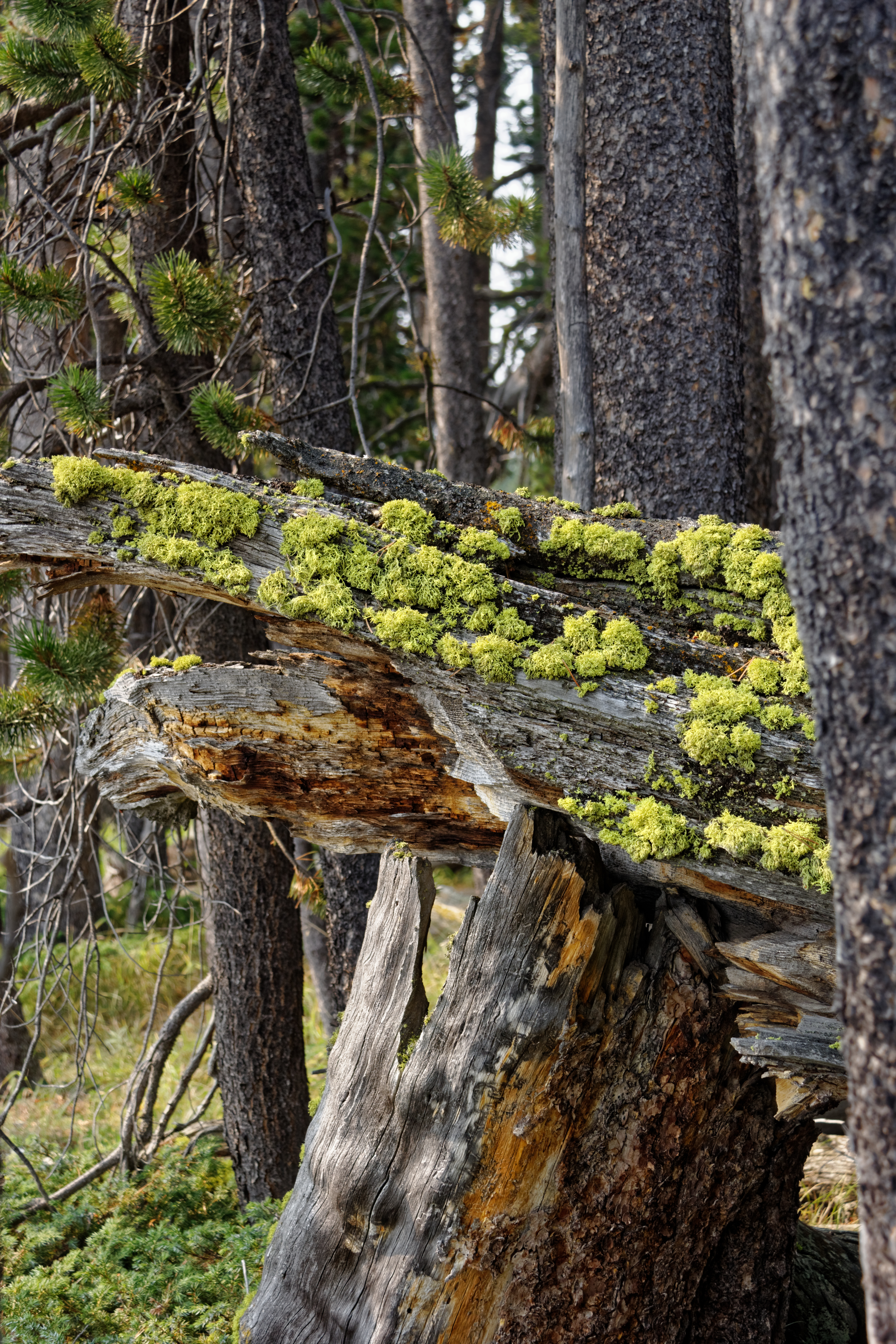
Muschi e licheni su un tronco presso il lago Riddle
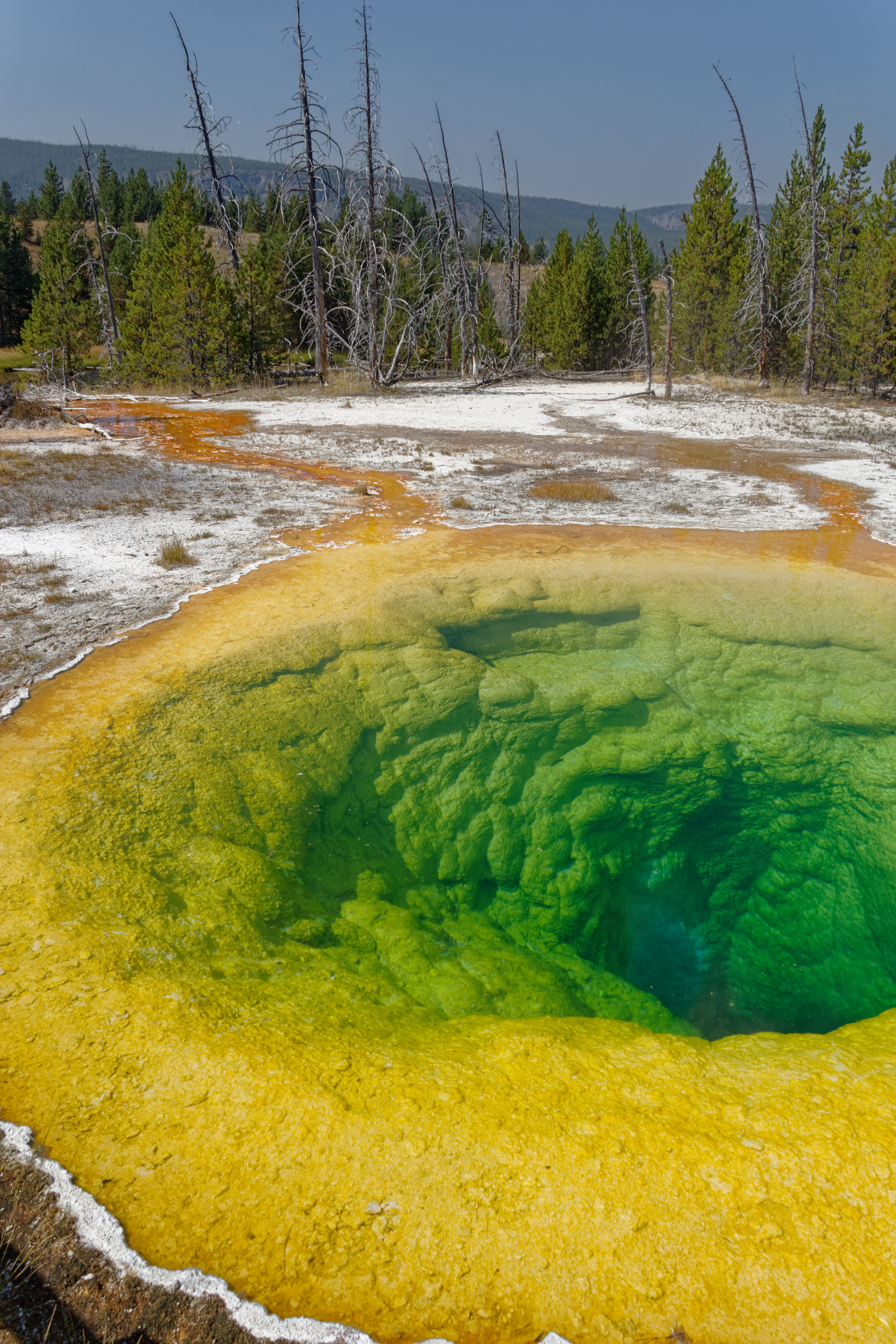
La sorgente termale di Morning Glory
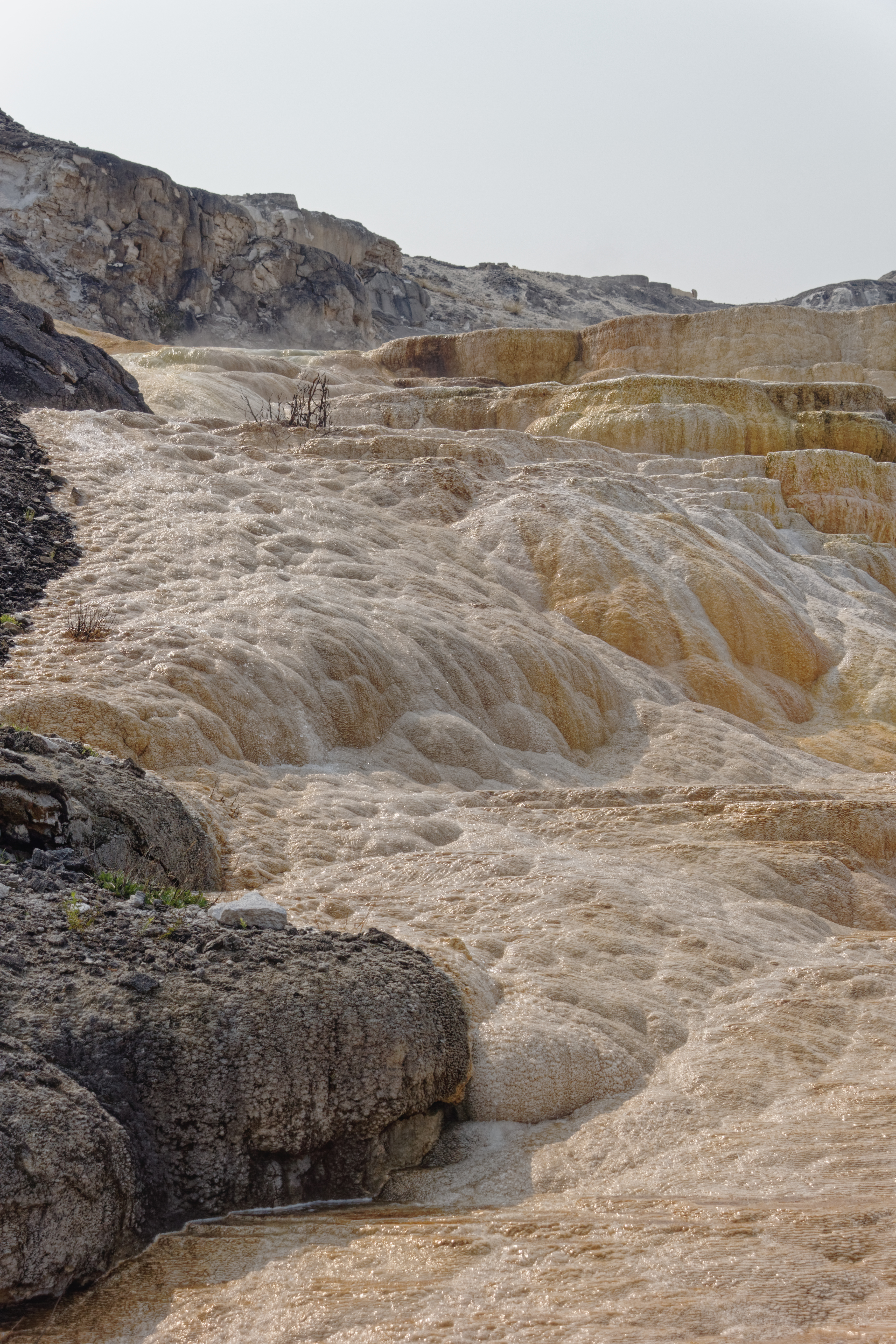
Le colline di travertino nei pressi delle sorgenti calde di Mammoth